# 哈瑪星
哈瑪星是位於台灣高雄市鼓山區的一個地方，泛指現今五福四路與鐵路平交道的交會處以南，至鼓山漁港、漁市場，東至高雄港車站一帶的臨港線鐵路（已停用），西至哨船頭東側。開發於日治時代，臺南廳打狗支廳廳舍、高雄郡役所、高雄街役場、高雄市役所都曾設於此，曾是高雄的政經中心，今日則成為高雄的觀光地區之一。

## 歷史
哈瑪星原本是海域，台灣日治時期時，日本當局在高雄建立港口，為了疏濬航道，於是利用淤泥填海造陸而形成。「哈瑪星」此名稱的由來，是因為當地有兩條濱海鐵路通往商港、漁港和漁市場，日語稱為「濱線」（羅馬字：Hamasen），當地居民以臺灣話轉譯稱之為「哈瑪星」（Há-má-seng）。   
哈瑪星一帶在日治時期分屬壽町、新濱町、湊町等行政區，都是海埔新生地。而從新濱町港邊至渡船頭邊的漁市場有一條專為轉運鮮魚的濱海鐵路，且因該地區的各種行業幾乎皆與港區及濱線具有密不可分的關係，因此後來哈瑪星即泛指今南鼓山地區。
哈瑪星設立的「打狗停車場」（今高雄港車站）為縱貫鐵道的終點。附近不但是高雄市政經中心，更是高雄港現代化發展的起源地，曾是當地最繁榮的地區。1917年完工的臺南廳打狗支廳廳舍即位於哈瑪星；1920年廢廳改州，打狗支廳廳舍續用為高雄州高雄郡郡役所，1924年廢高雄郡，郡役所改為高雄警察署。此外1920年高雄郡下轄高雄街的街役場亦位於哈瑪星，1924年高雄設市，街役場續用為市役所，直到1939年新高雄市役所完工才遷移，足見哈瑪星曾是高雄的政經中心。但因市中心東移而慢慢沒落；近年來則朝著觀光等方向發展，並因捷運和輕軌哈瑪星站的興建而形成新的商圈。

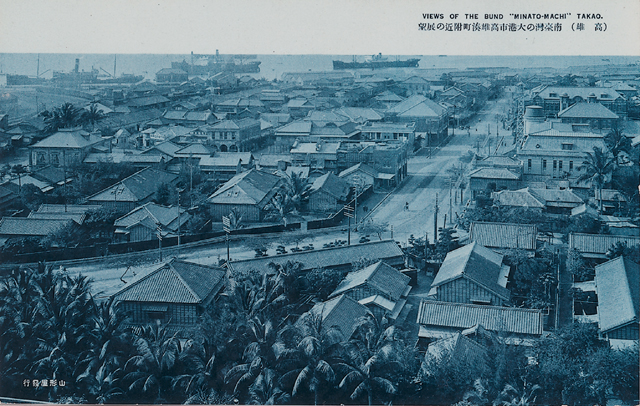
日治時期由壽山俯瞰新濱町
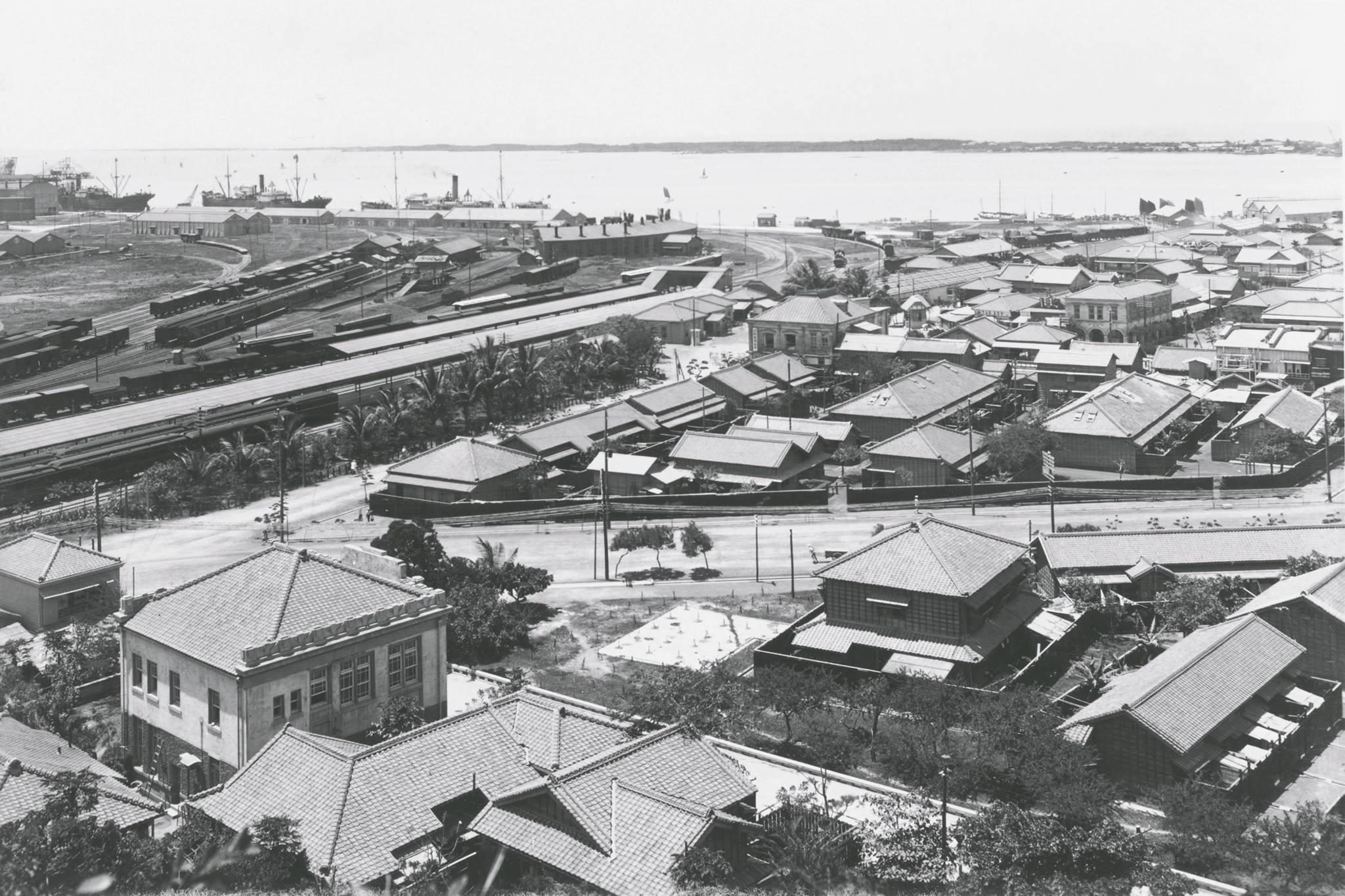
日治時期由壽山俯瞰新濱町
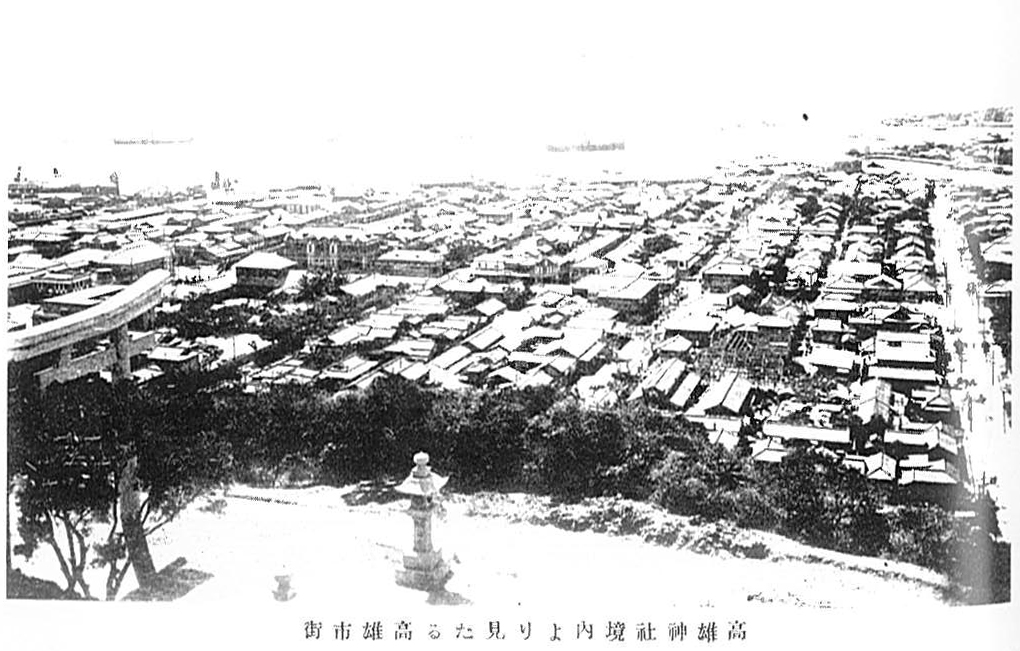
日治時期由壽山俯瞰湊町
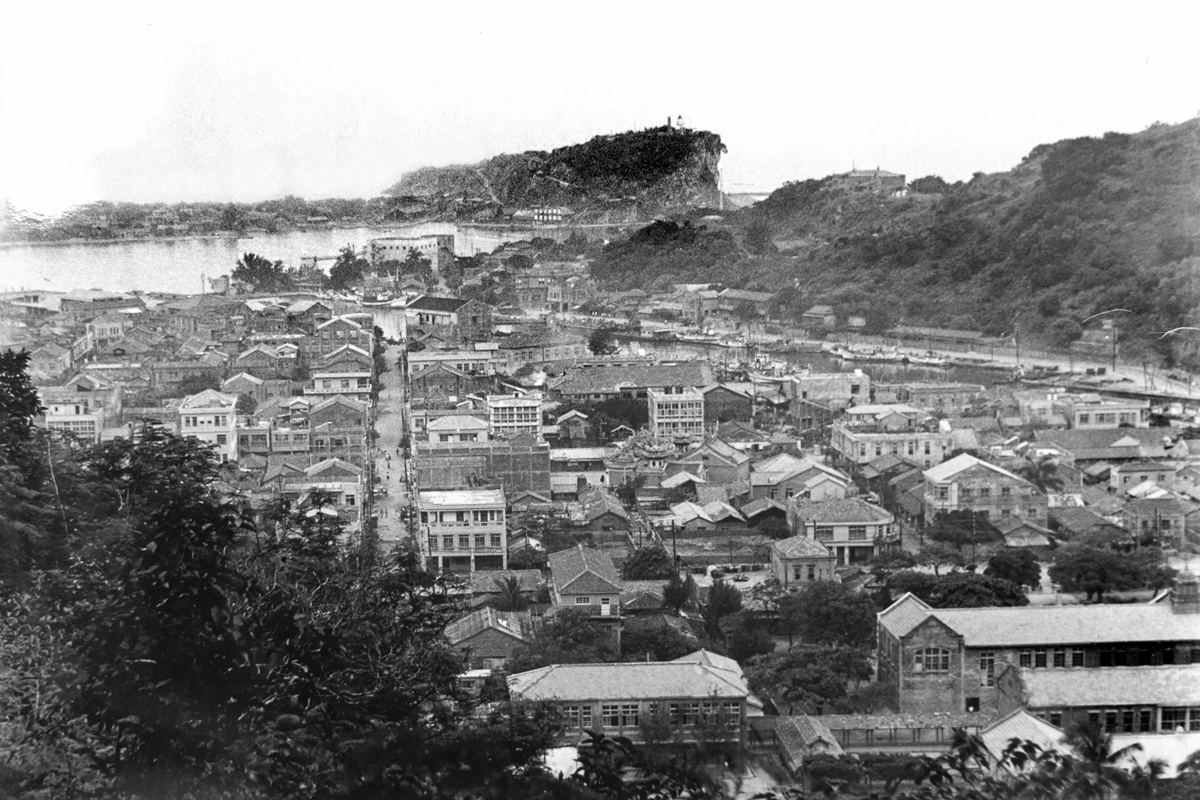
戰後由壽山俯瞰哈瑪星
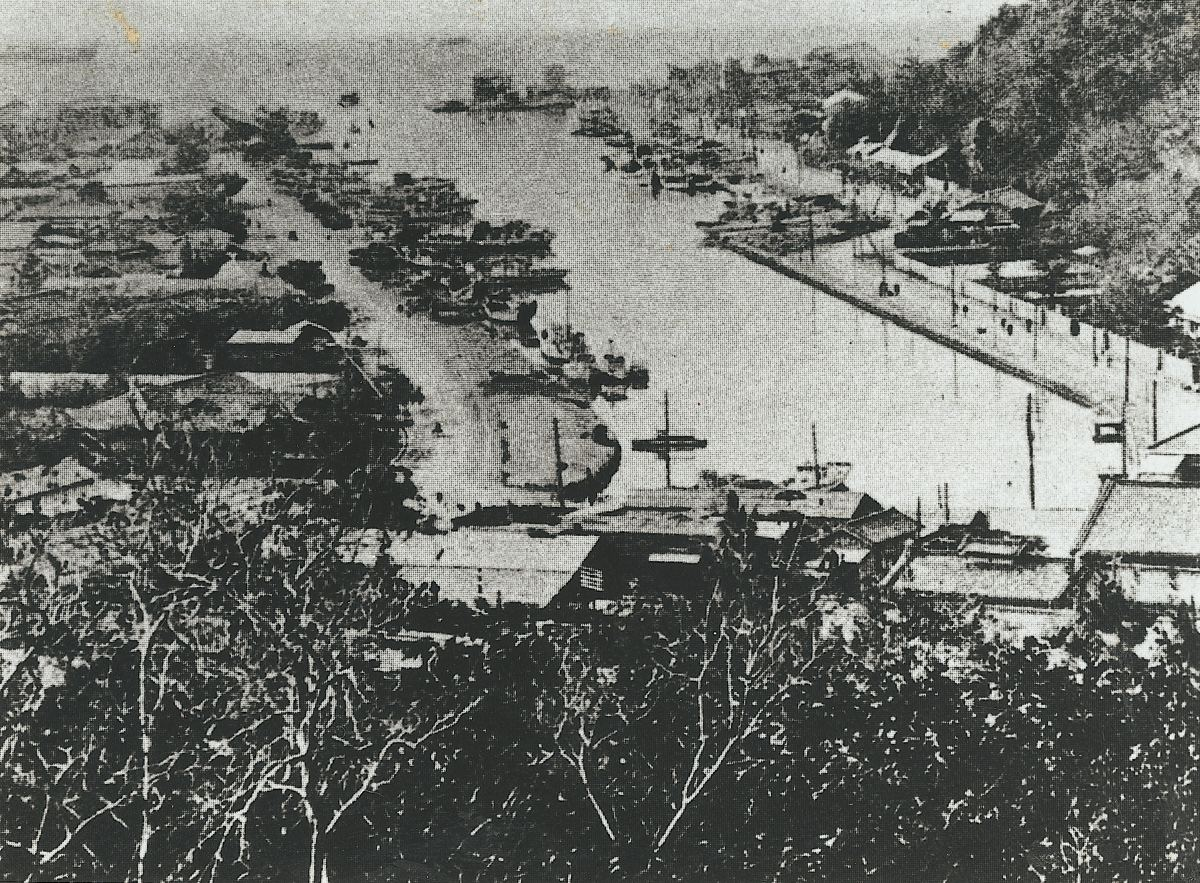
日治時期的鼓山漁港（第一船渠）
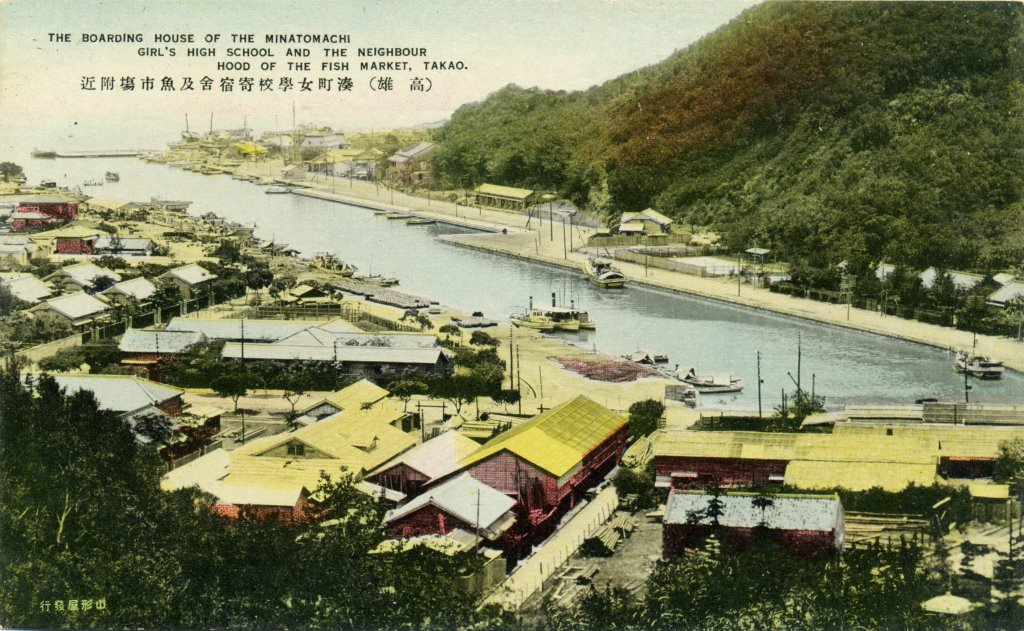
日治時期的鼓山漁港（第一船渠）
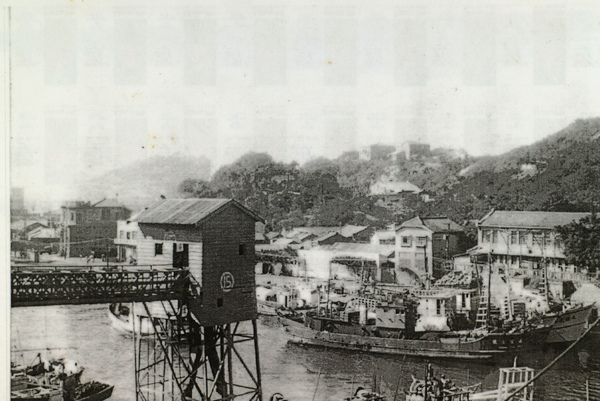
戰後的鼓山漁港（第一船渠）
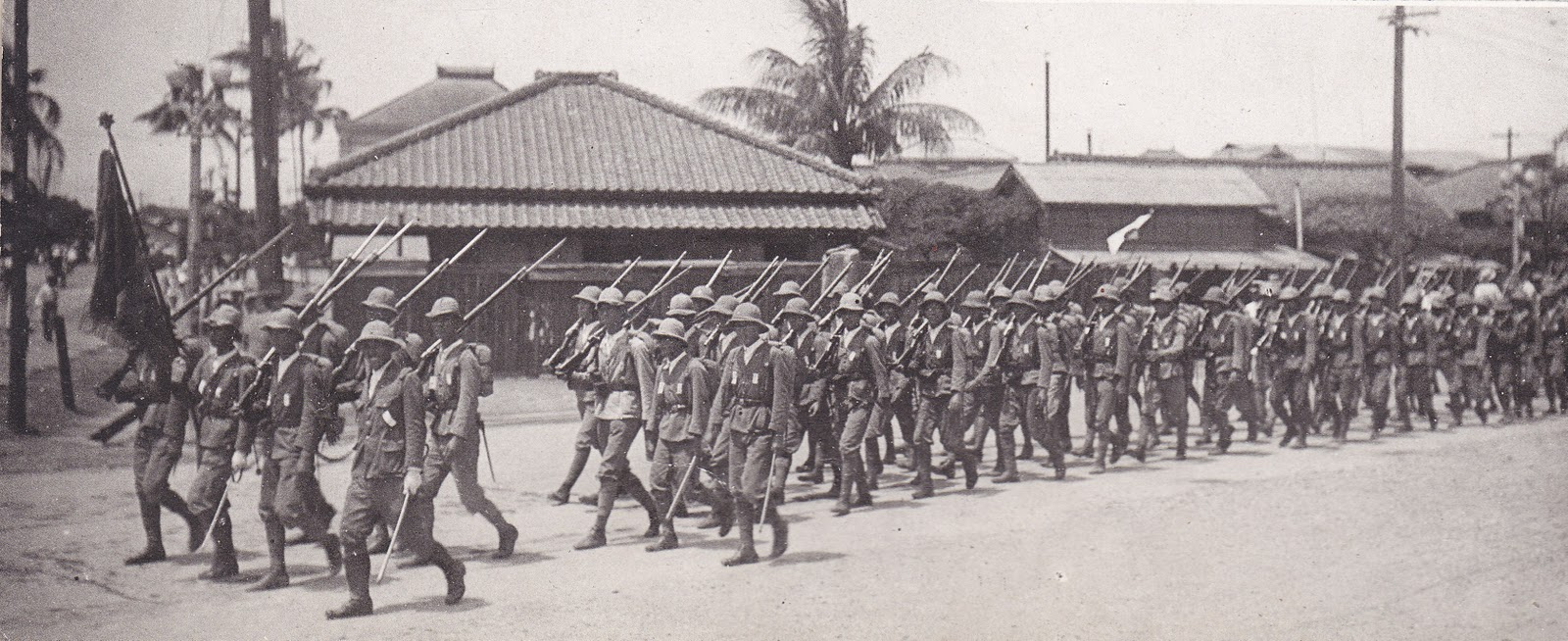
高雄州立高雄中學校學生行軍於今臨海一路、鼓山一路口
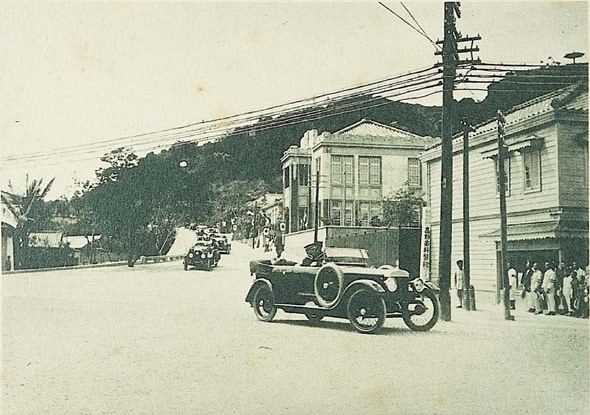
1923年日本皇太子裕仁途經今千光路。圖中兩層洋樓層是東熙市開設的「東齒科醫院」，後改為「高野齒科醫院」、旅館「壽山館」[2]。
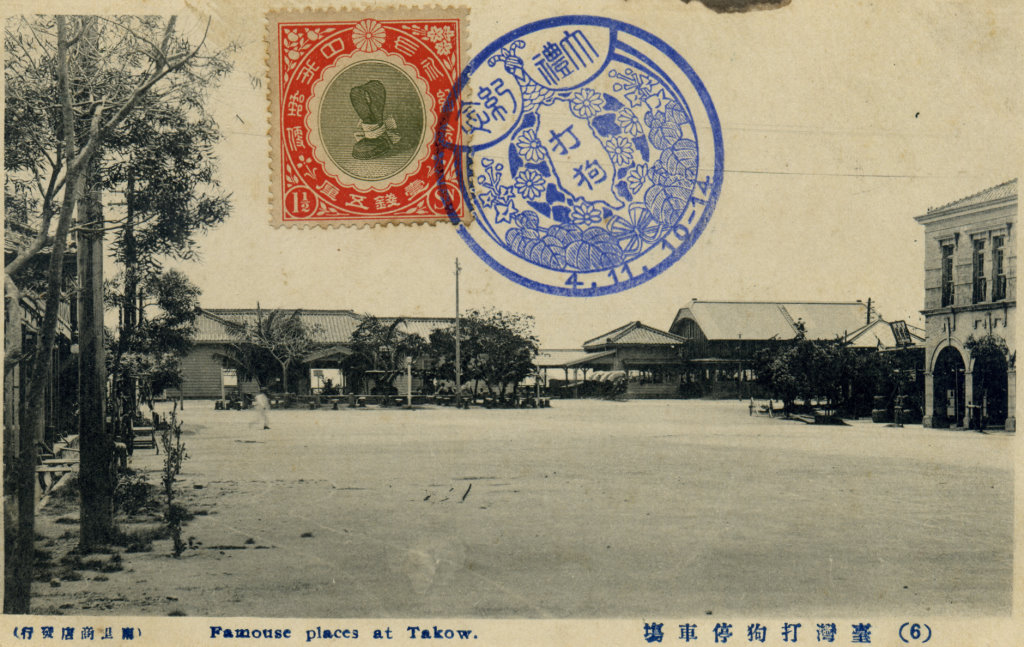
打狗停車場
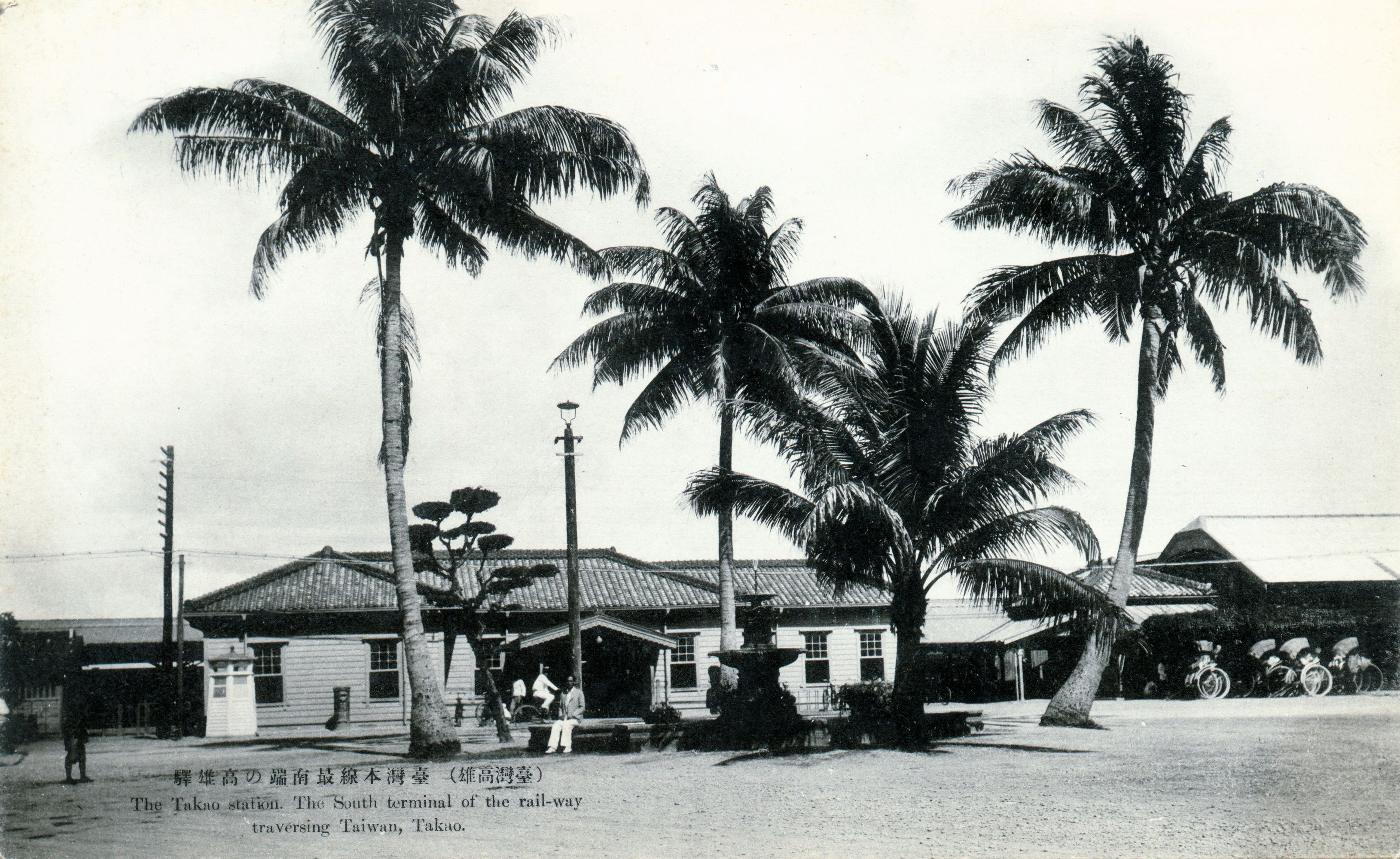
打狗停車場後改名為高雄驛
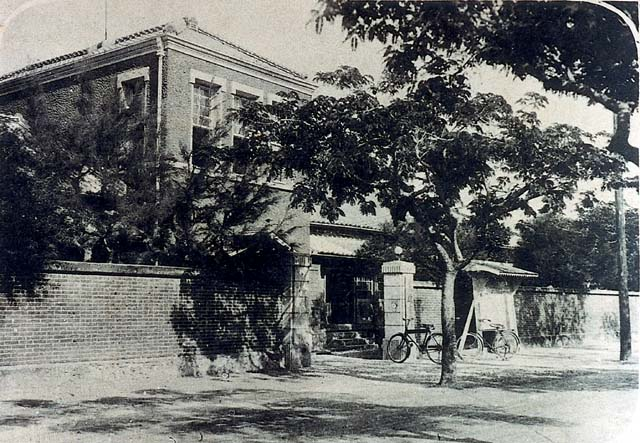
舊高雄市役所（今代天宮）
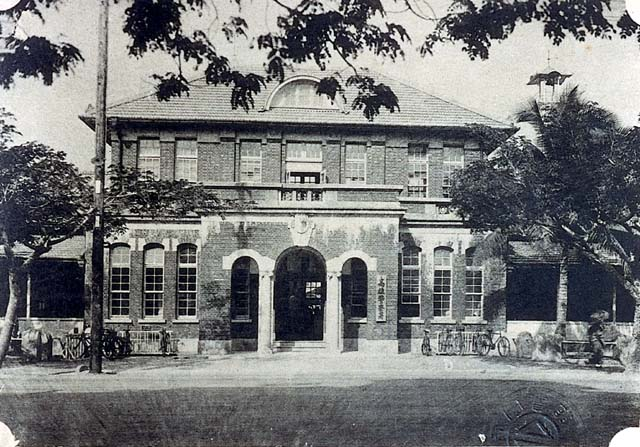
高雄郡役所
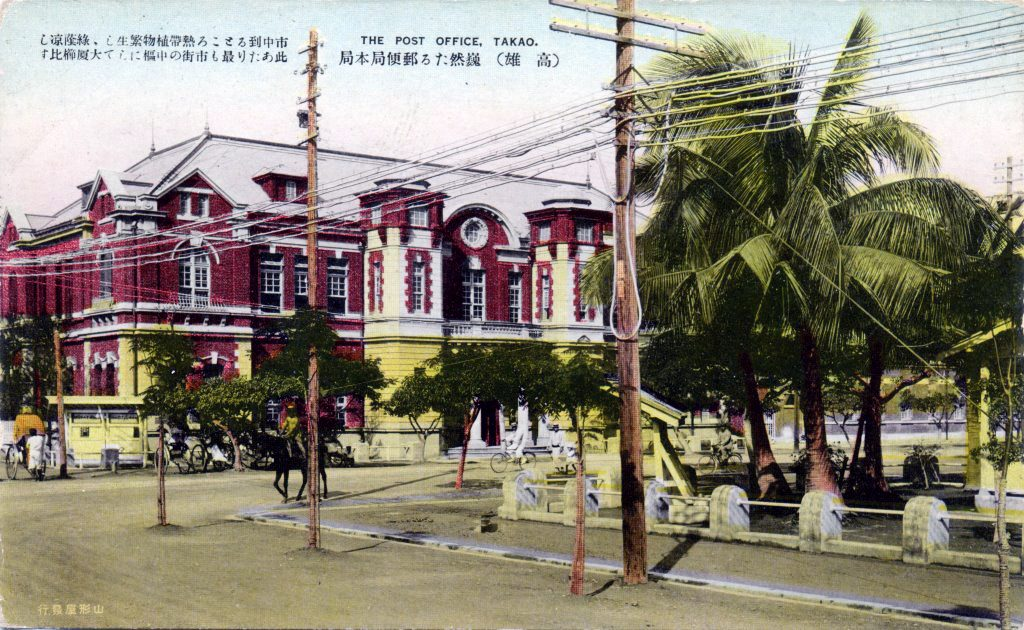
高雄郵便局
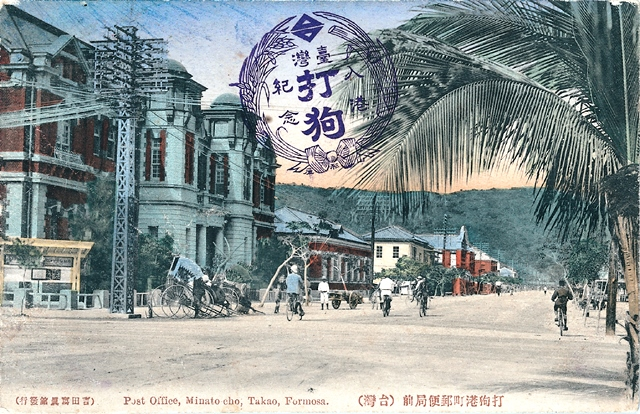
高雄郵便局前（今臨海二路）
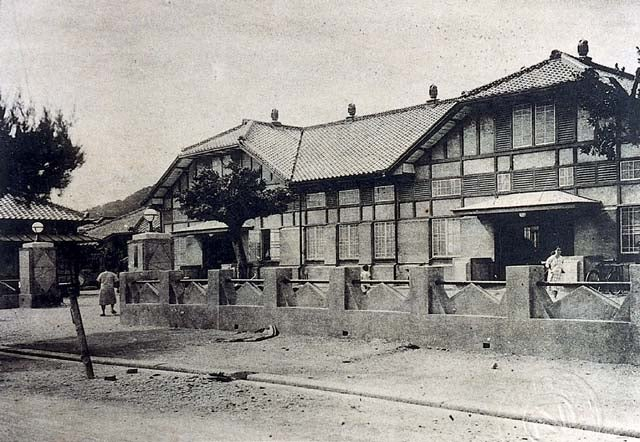
湊町市場
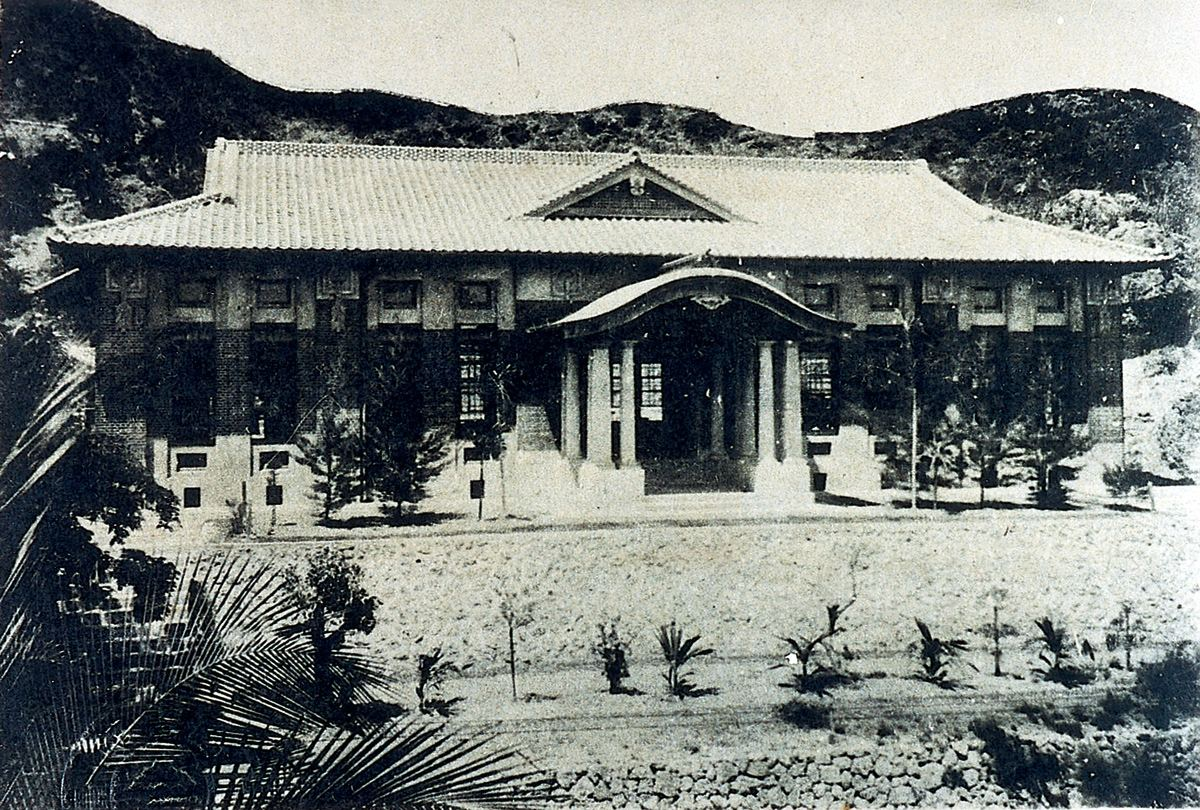
武德殿振武館
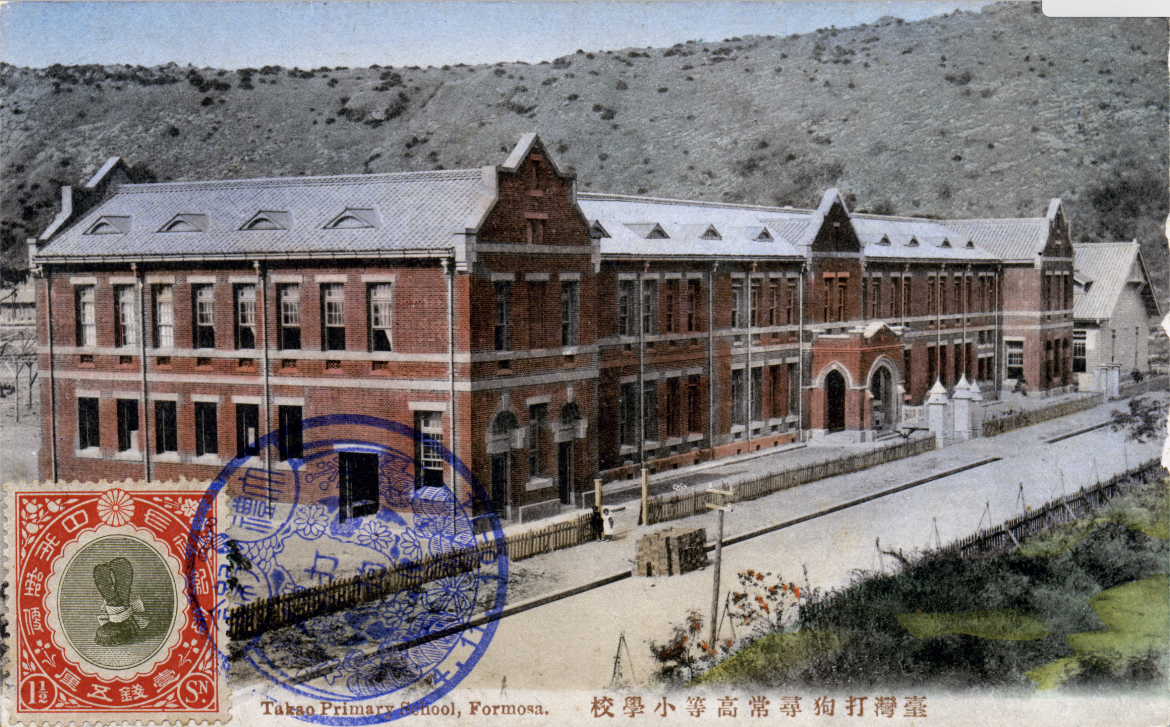
打狗尋常高等小學校
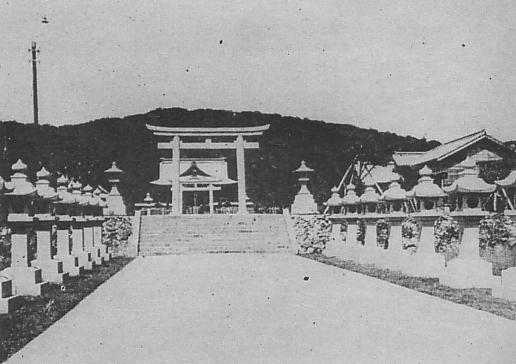
高雄神社
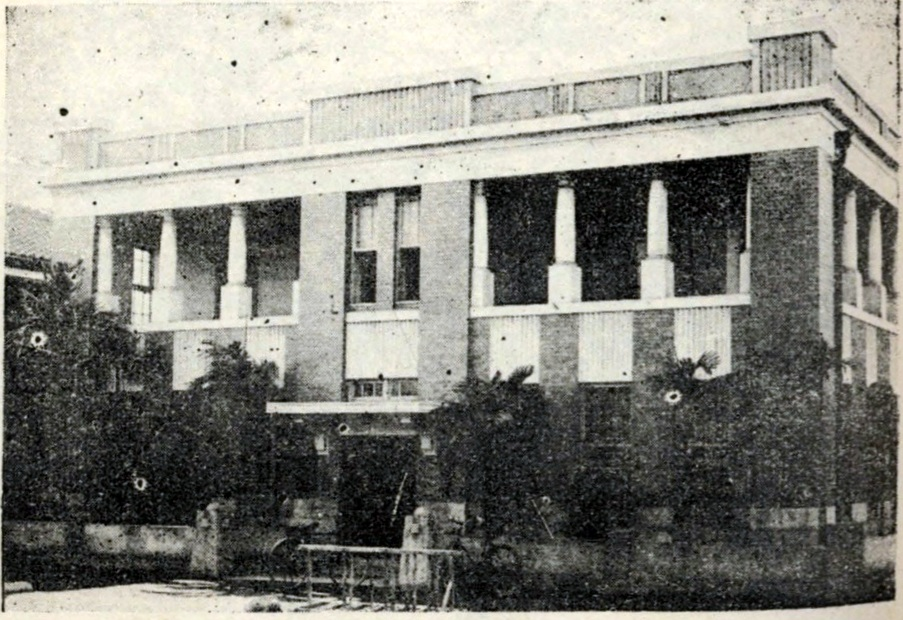
三和銀行

## 景點
- 打狗英國領事館
- 開台福德宮
- 雄鎮北門
- 打狗驛（高雄港車站、舊打狗驛故事館）
- 高雄港站北號誌樓
- 哈瑪星龍鳳宮（紅姑娘廟）
- 文龍宮
- 西子灣
- 高雄市武德殿
- 棧貳庫（原高雄港漁人碼頭）

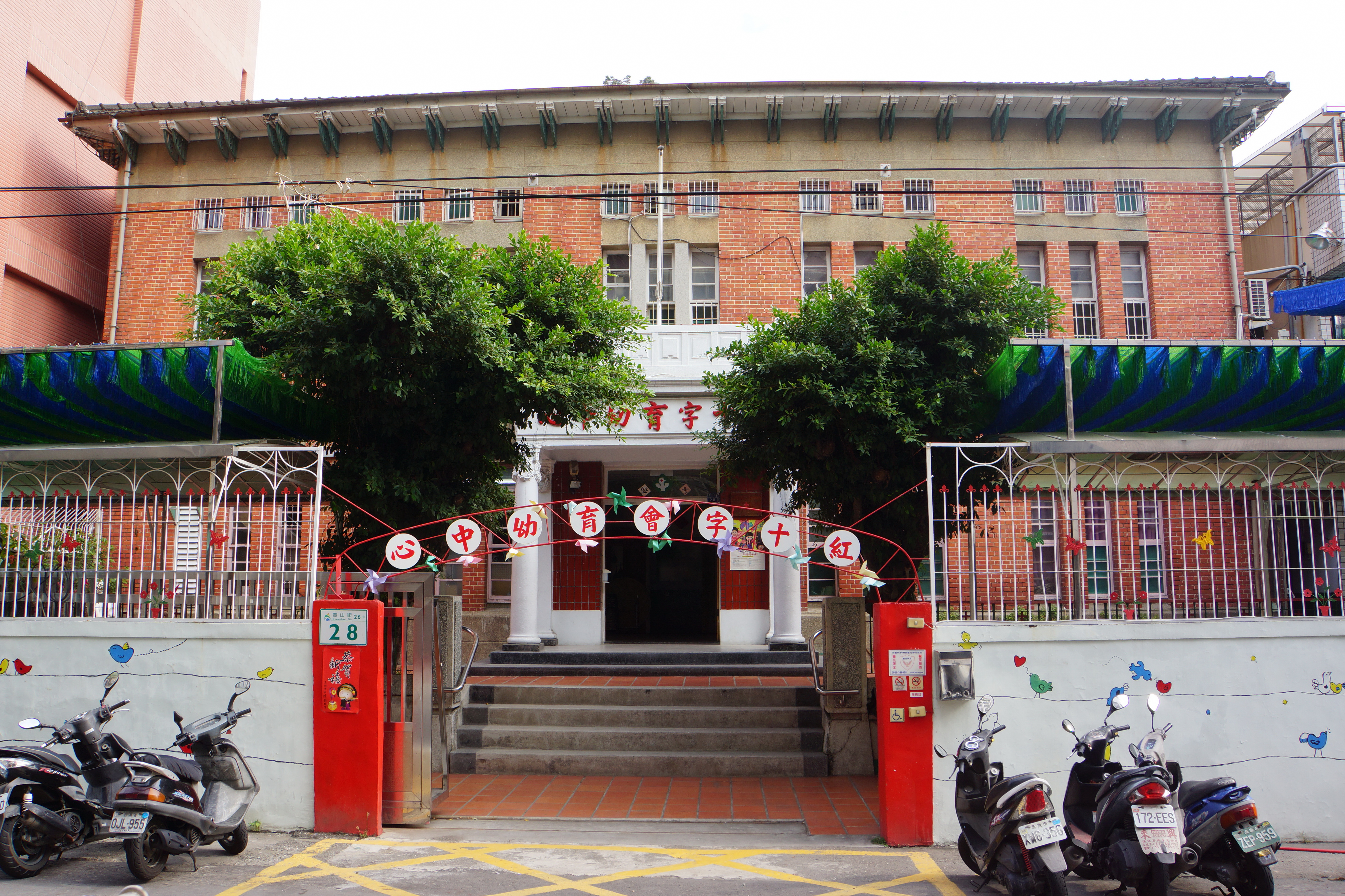
原愛國婦人會館（今紅十字育幼中心）
- 鼓山輪渡站
- 新濱碼頭
- 打狗郵便局（今鼓山郵局）
- 高雄代天宮（舊高雄市役所）
- 山形屋書店（今壹貳樓古蹟餐廳）
- 高雄警察署（今永光行）
- 湊町市場（今鼓山第一公有市場）
- 高雄市忠烈祠（原高雄神社）
- 打狗水道淨水池
- 國立中山大學
- 打狗尋常高等小學校（今鼓山國小）
- 駁二藝術特區
- 靈興殿
- 繽紛海濱鬥牛場
- 高雄稅關廳舍（今財政部關務署高雄關）
- 西子灣溫浴場（西子灣蔣介石行館）
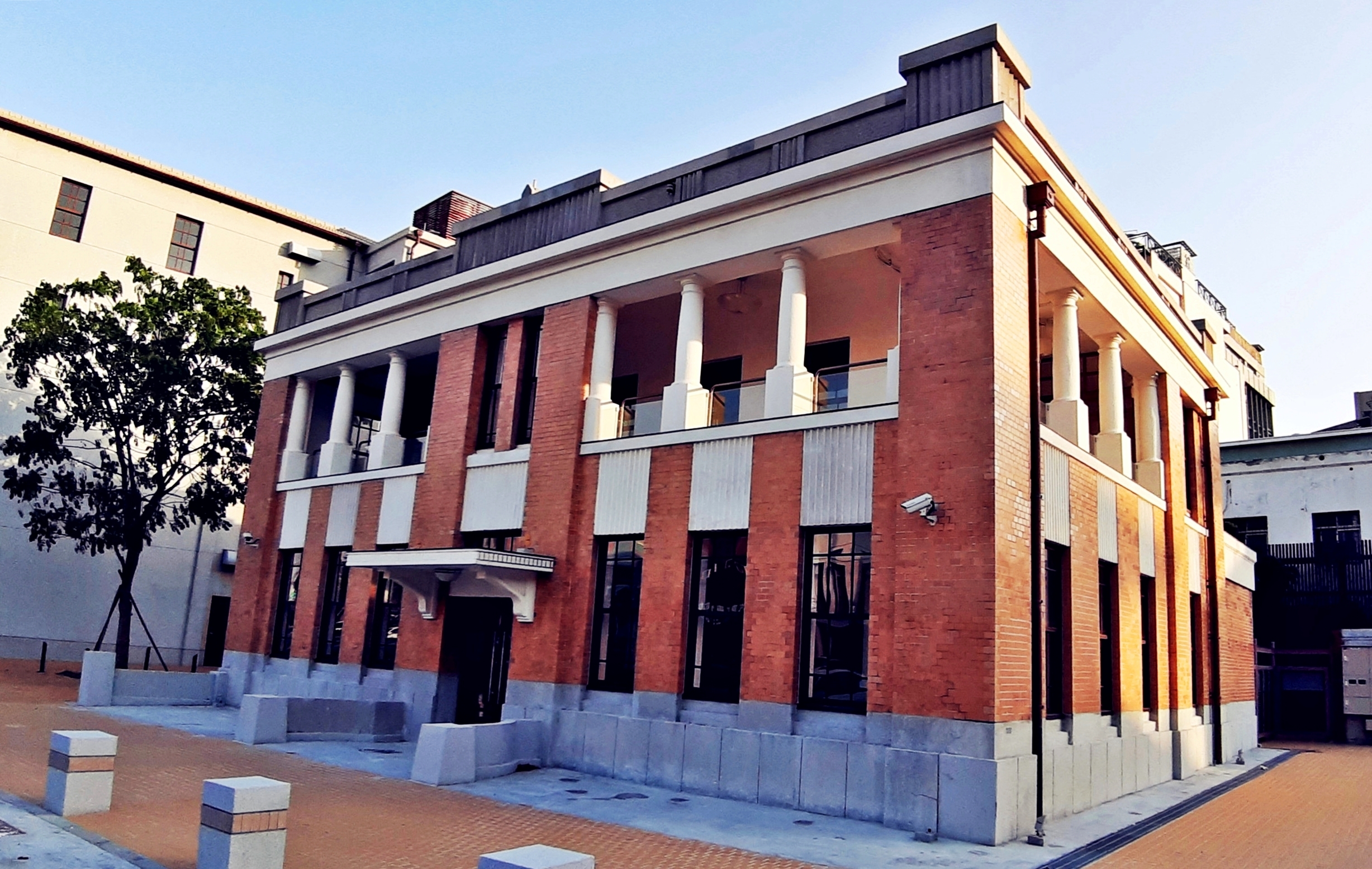
舊三和銀行
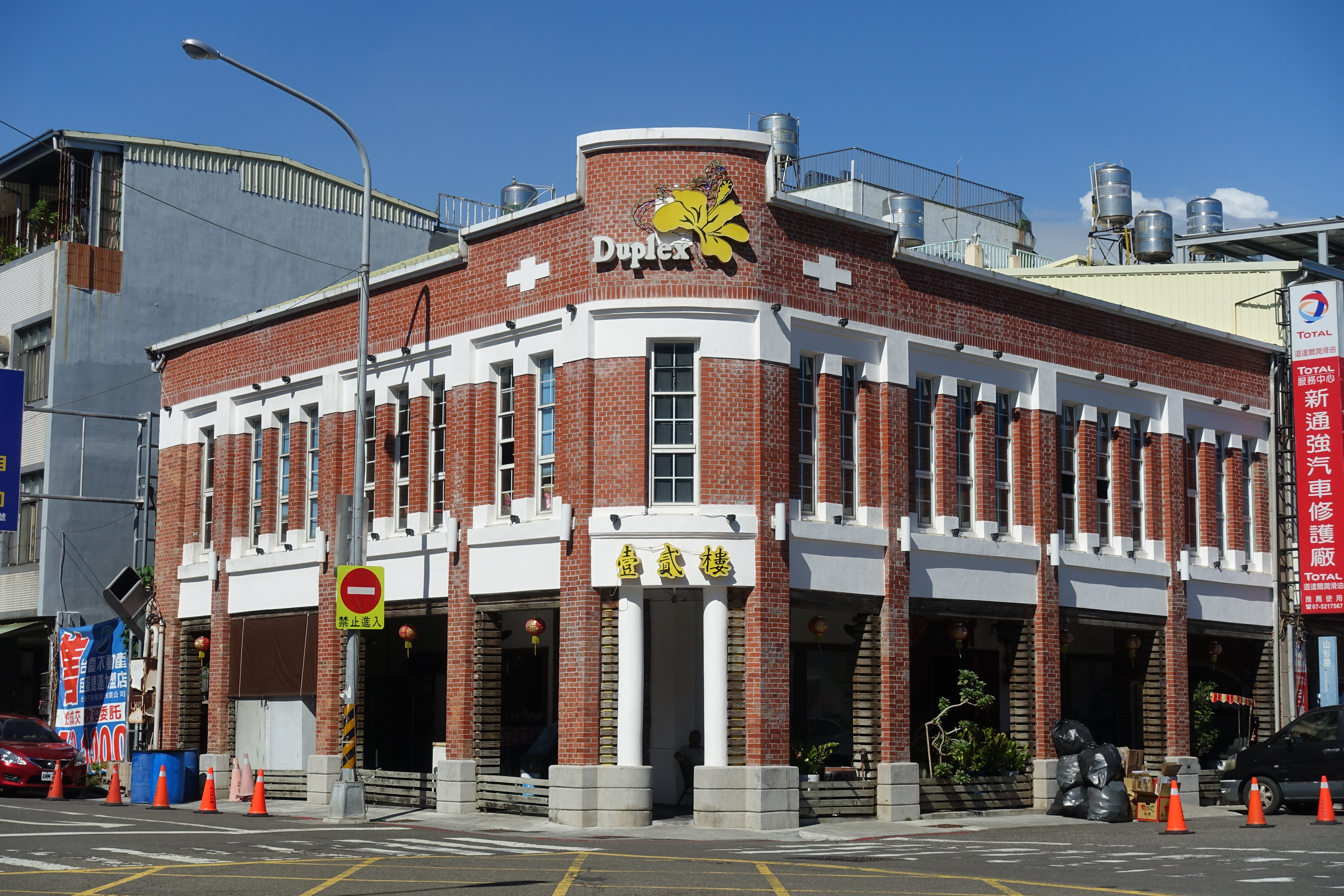
山形屋
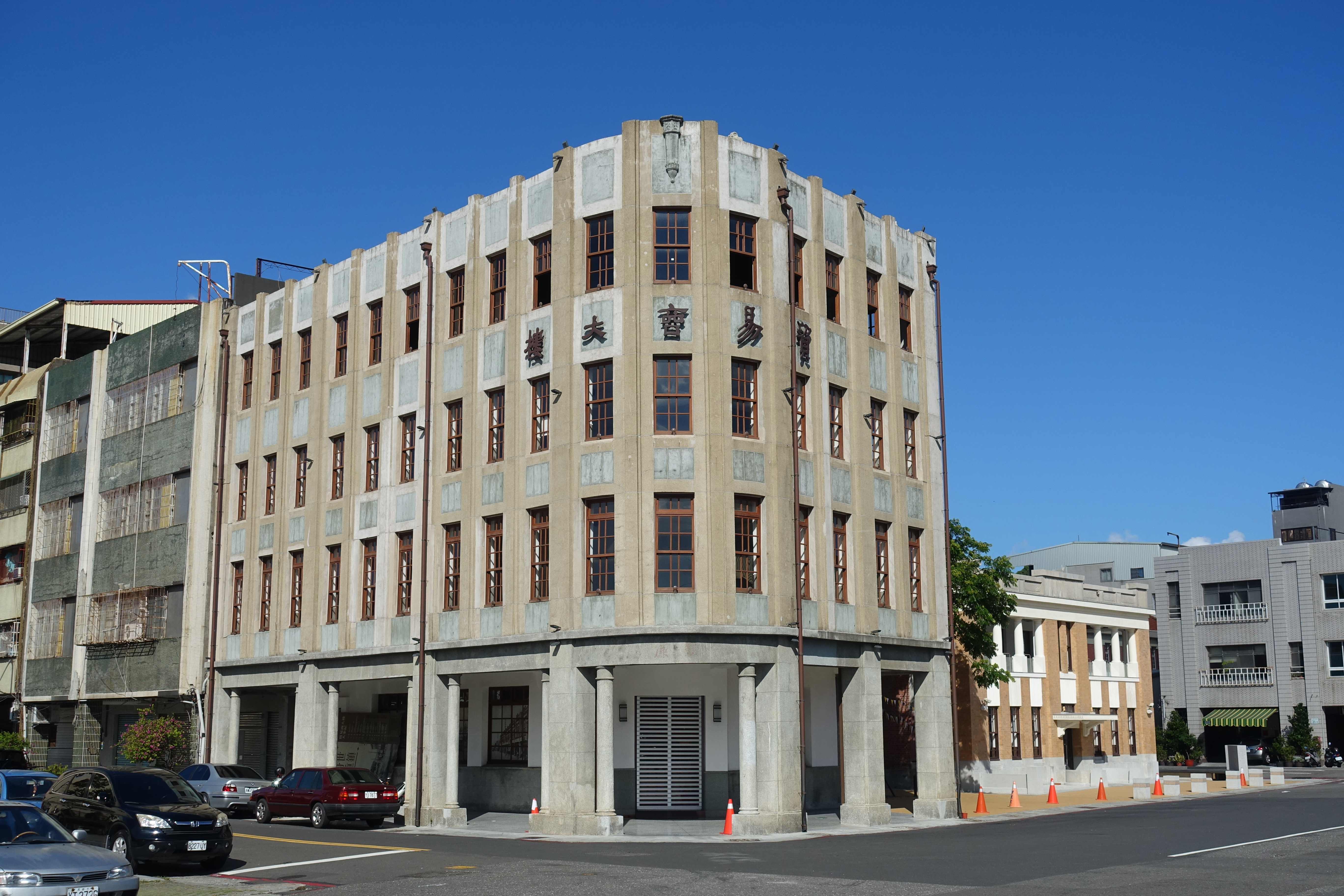
貿易商大樓
- 弘法寺遺址、西國第一番
- 鼓山漁港、鼓山魚市場
- 新濱町老街廓
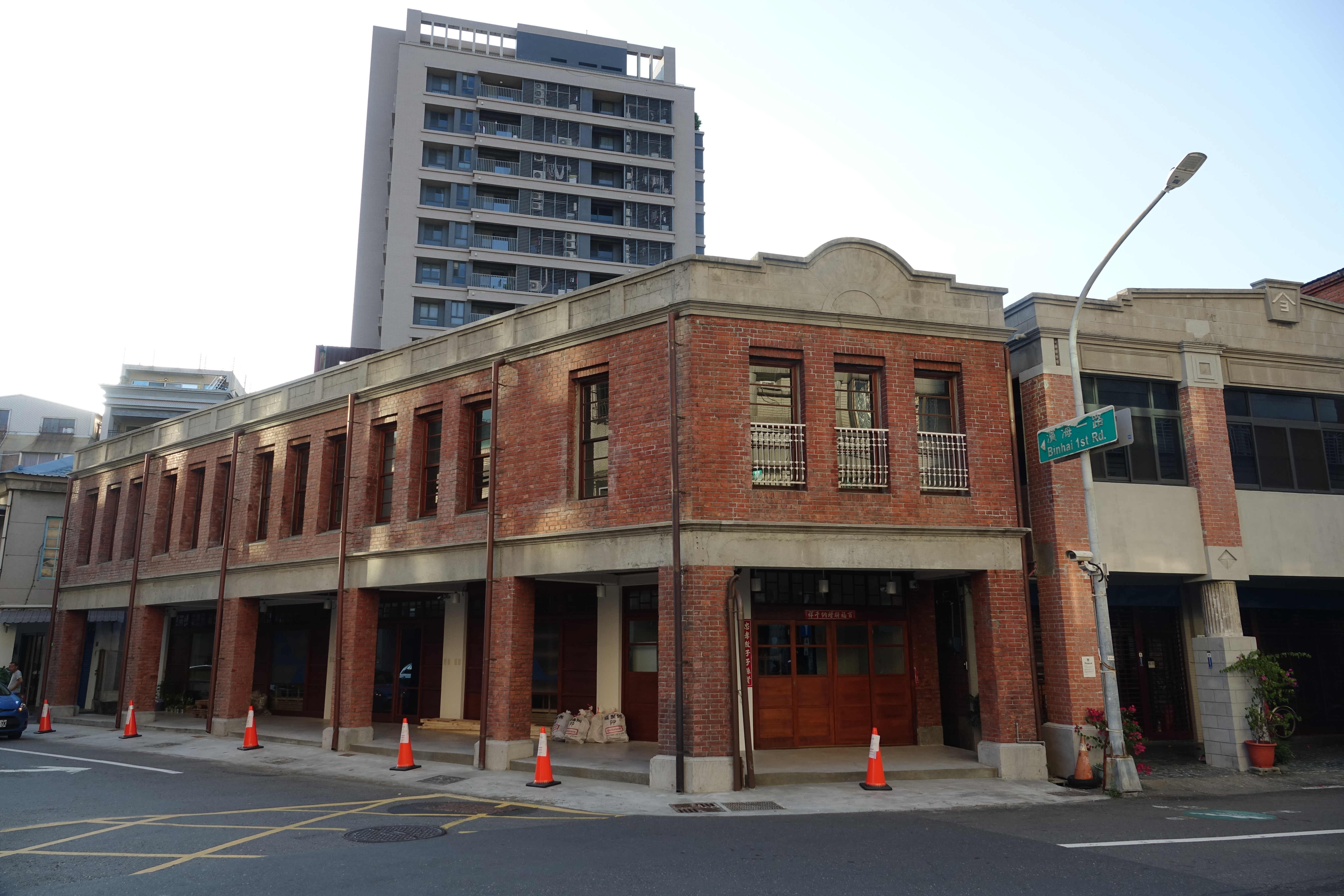
新濱町一丁目連棟紅磚街屋
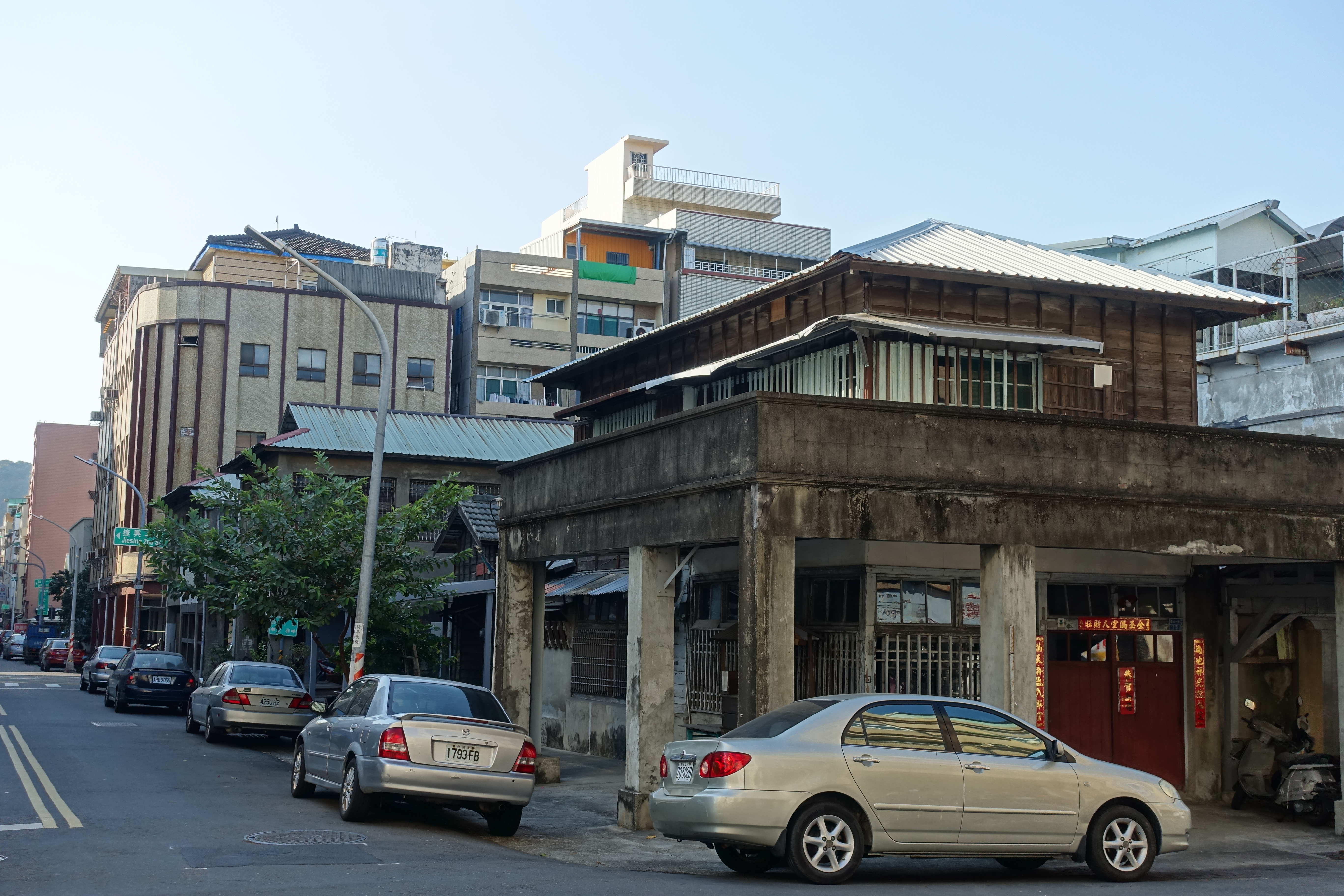
新濱老街廓
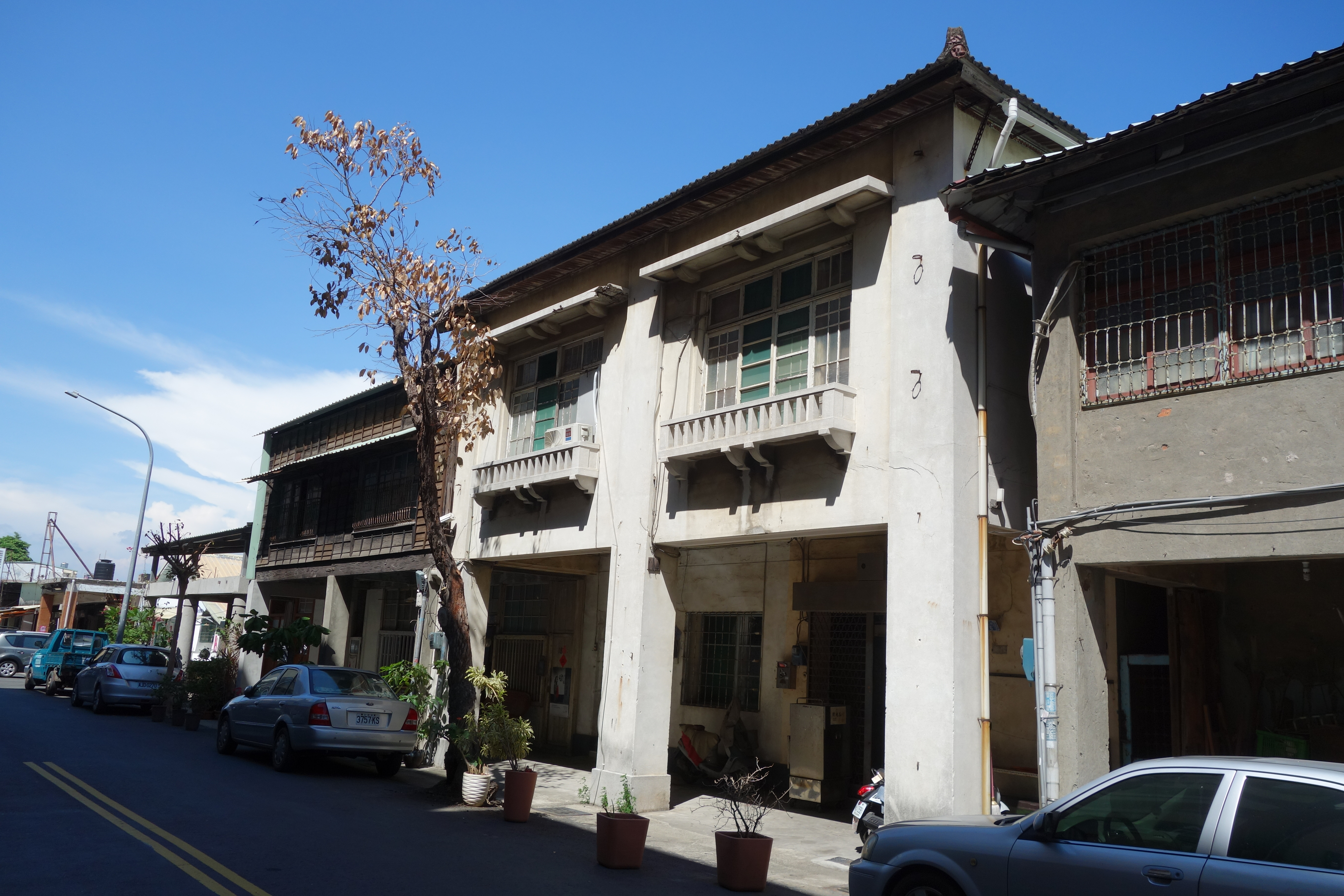
新濱老街廓（打狗文史再興會社）
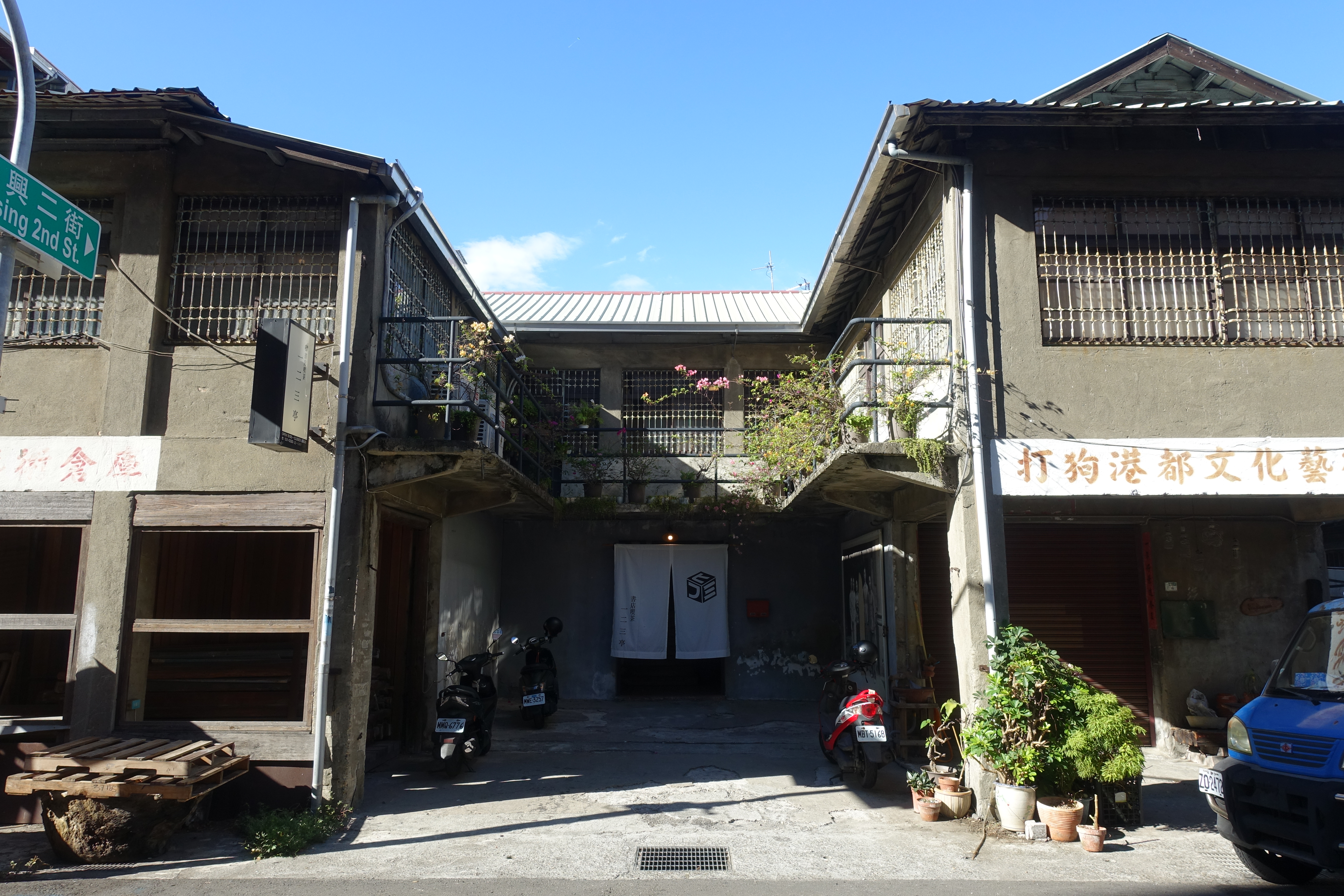
新濱老街廓（一二三亭）
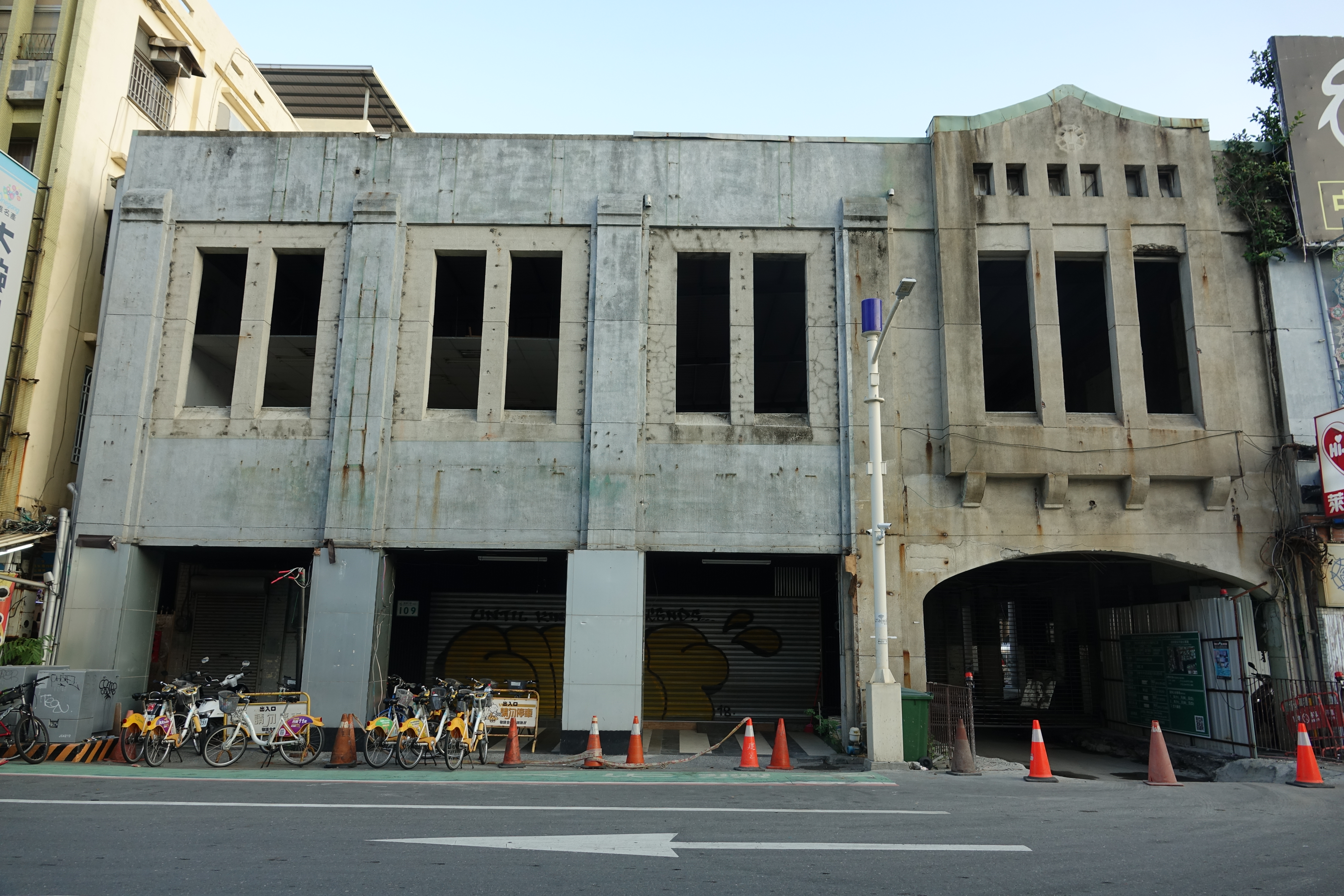
原鼓山魚市場

- 打狗外國墓園
- 登山街60巷歷史場域
- 四海之家歷史建築紀念公園
- 天空雲台（原公園路橋）
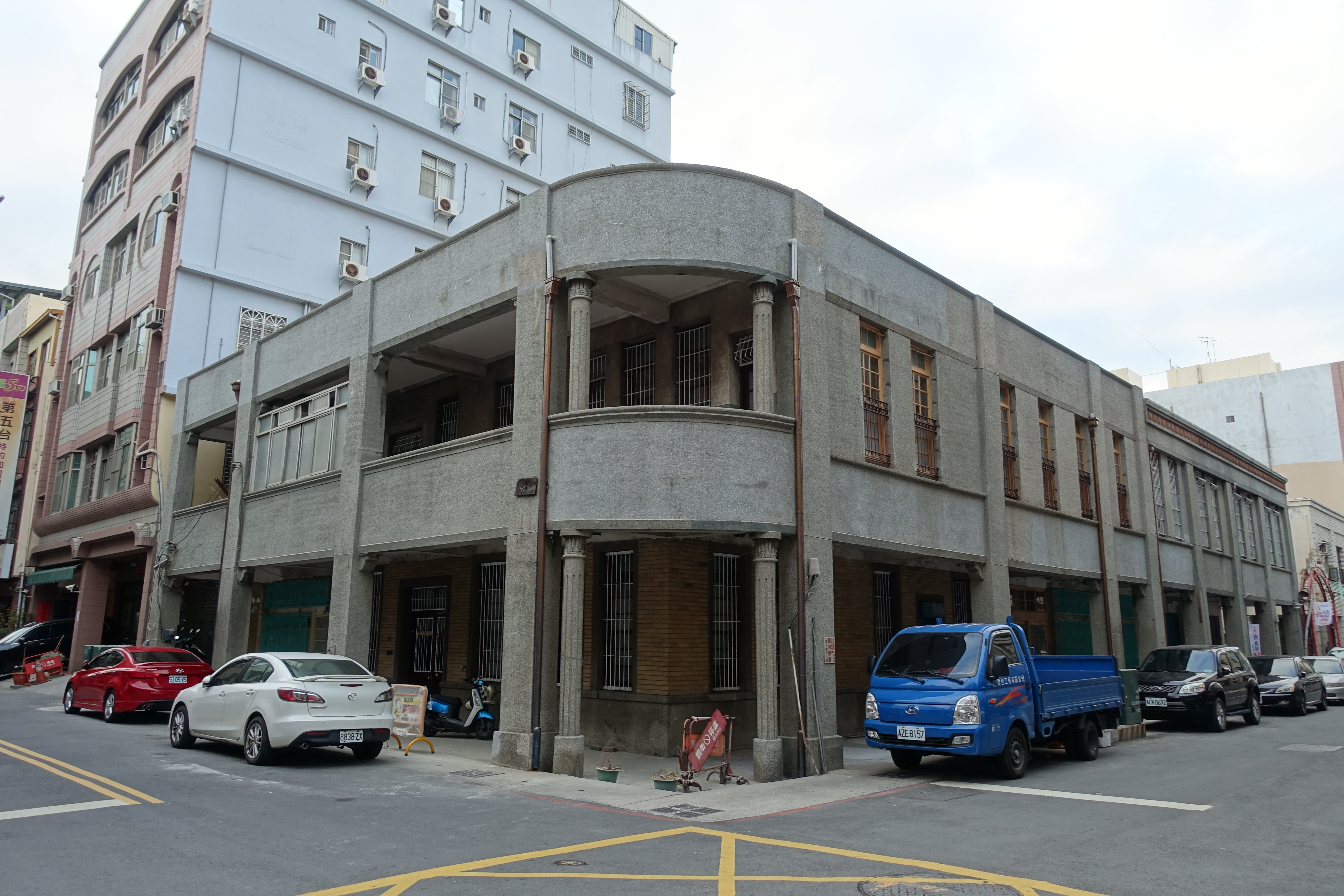
王沃故居
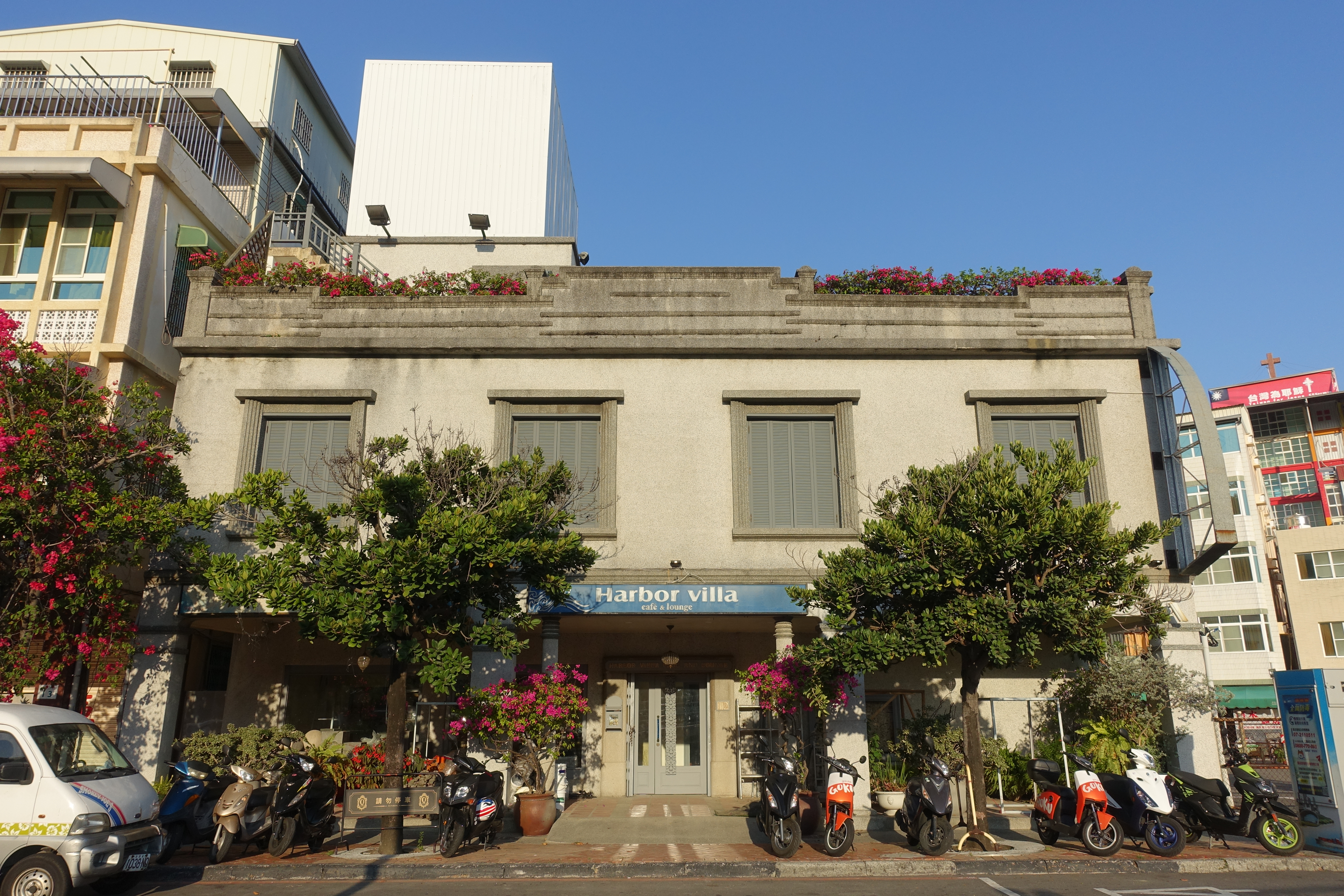
鼓波洋樓
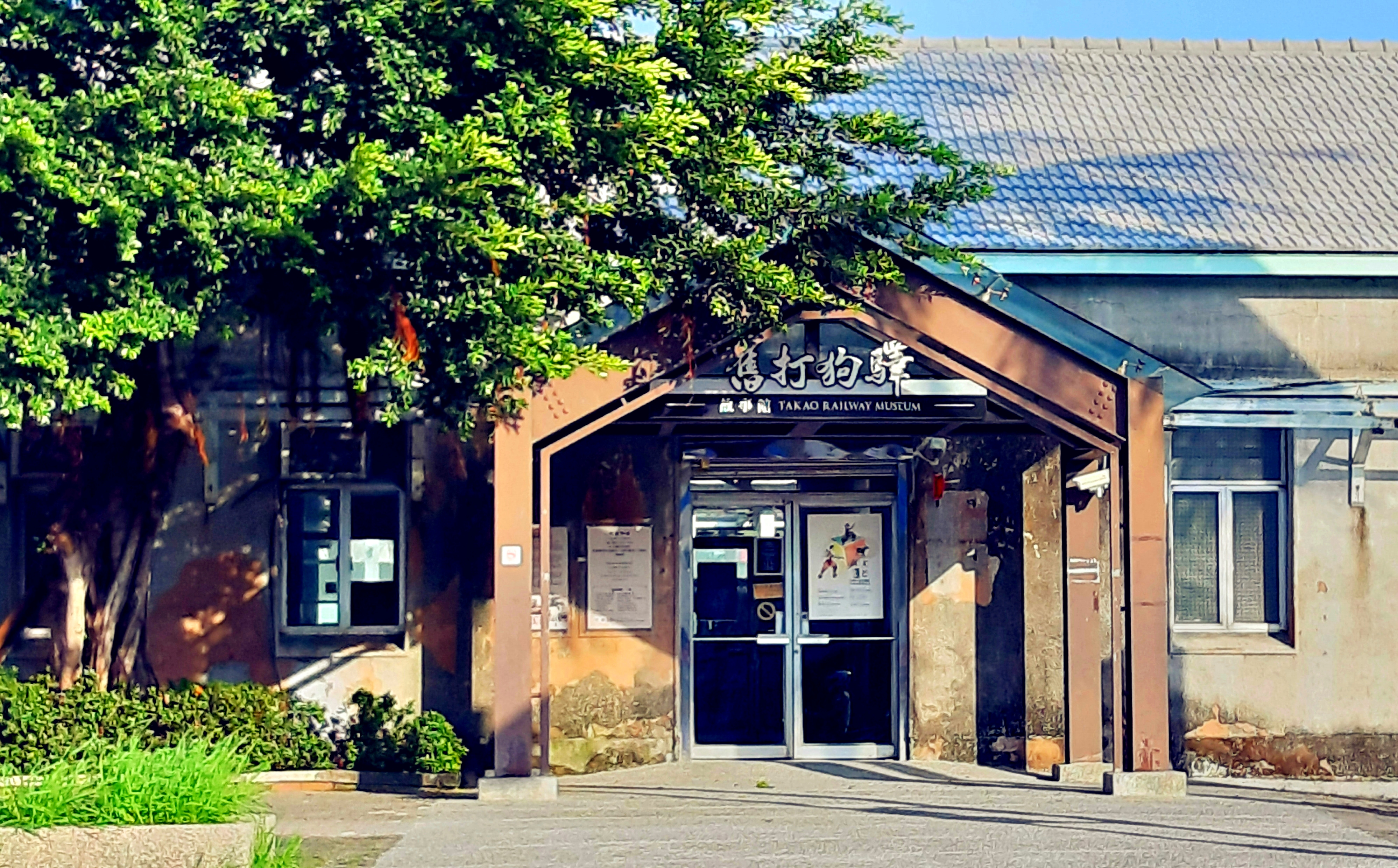
打狗鐵道故事館
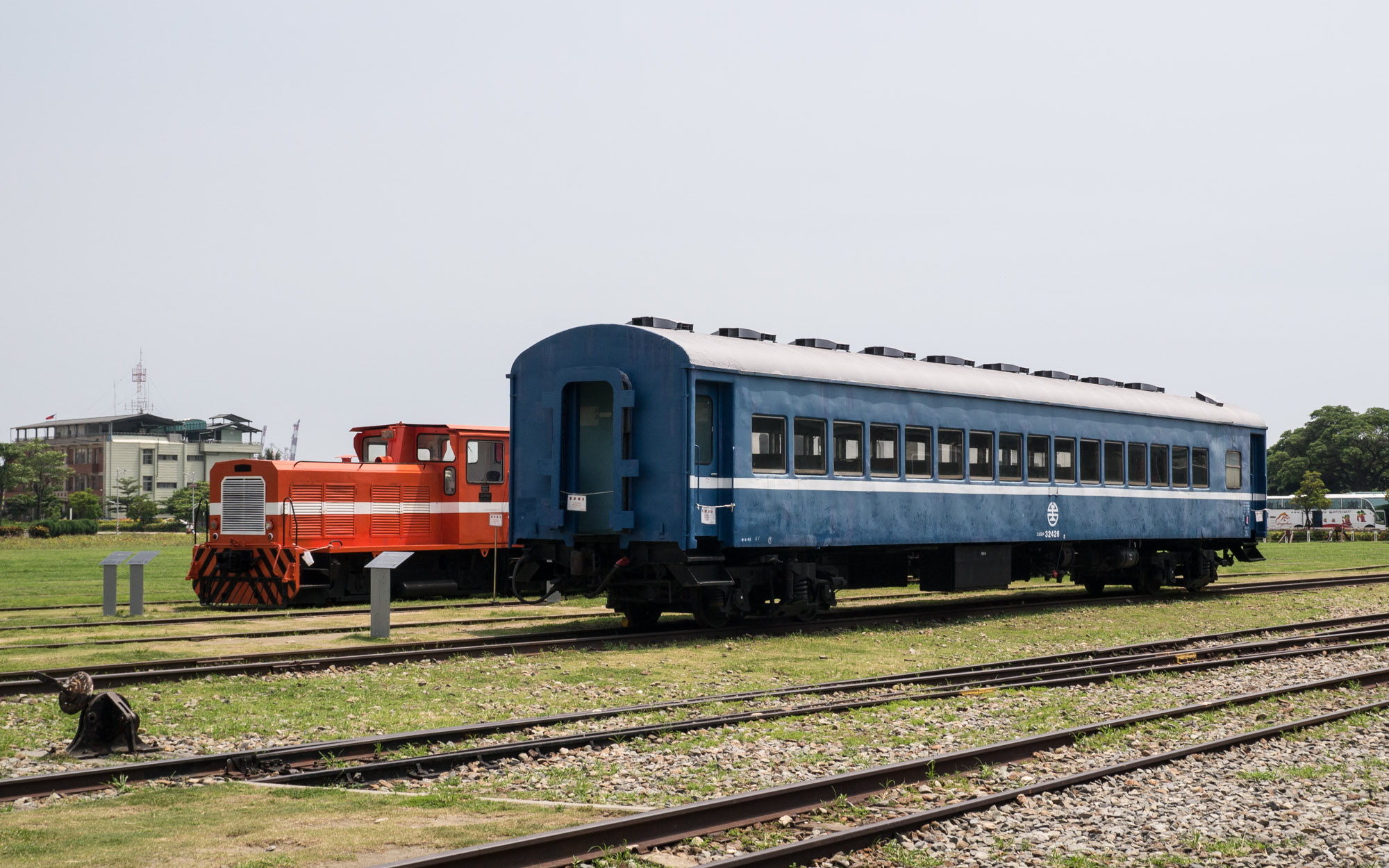
打狗鐵道故事館
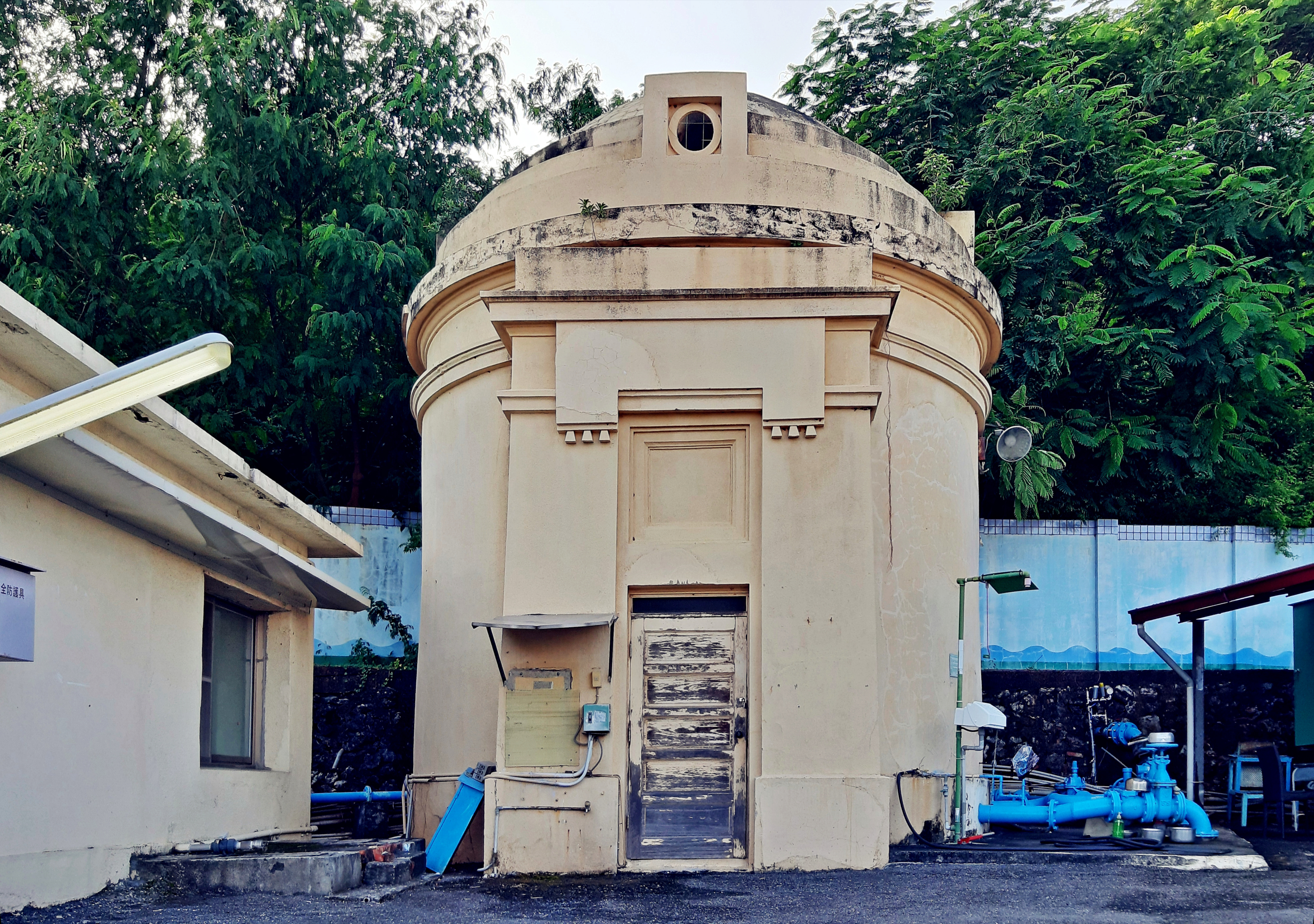
打狗水道淨水池
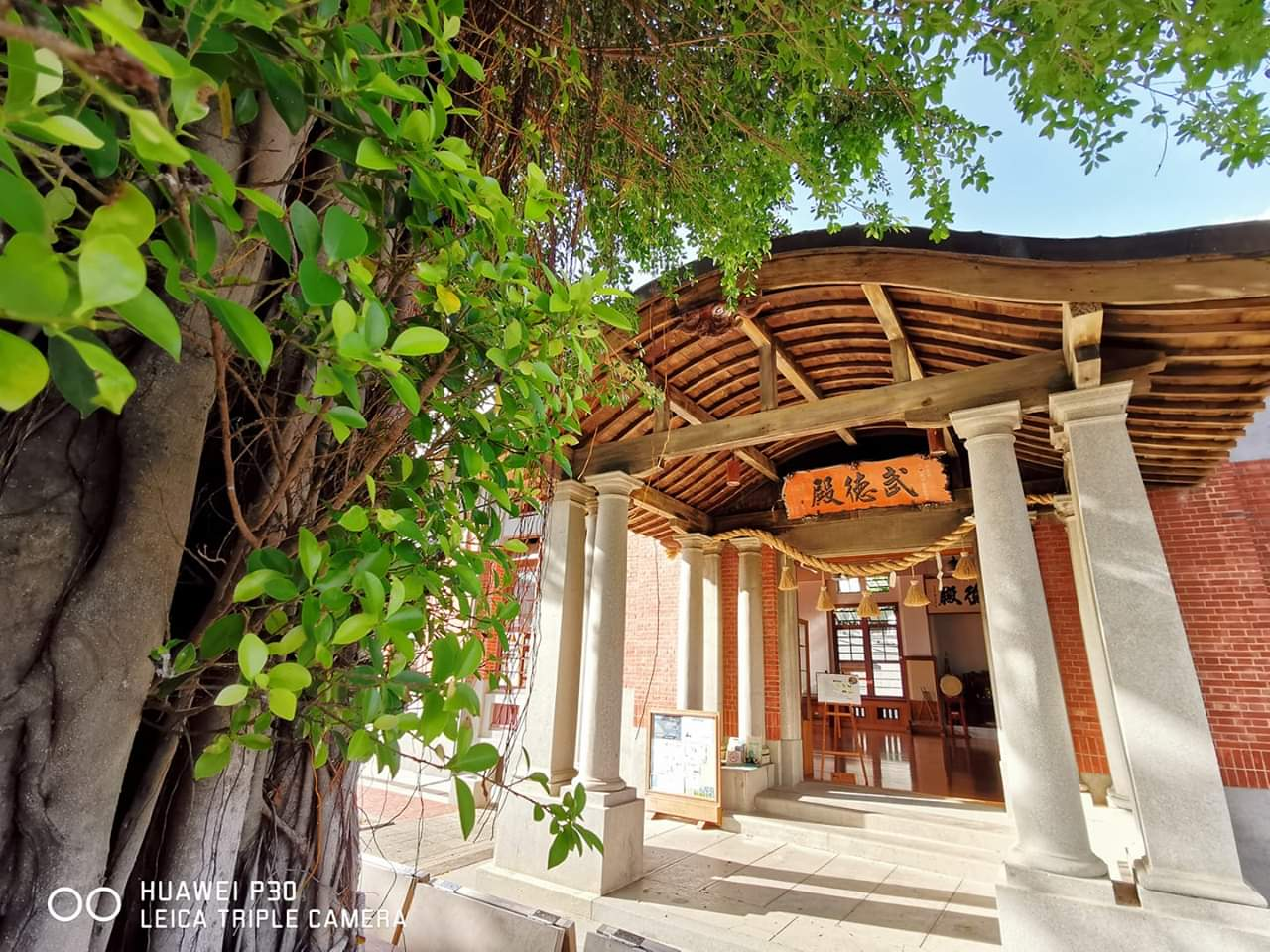
高雄武德殿
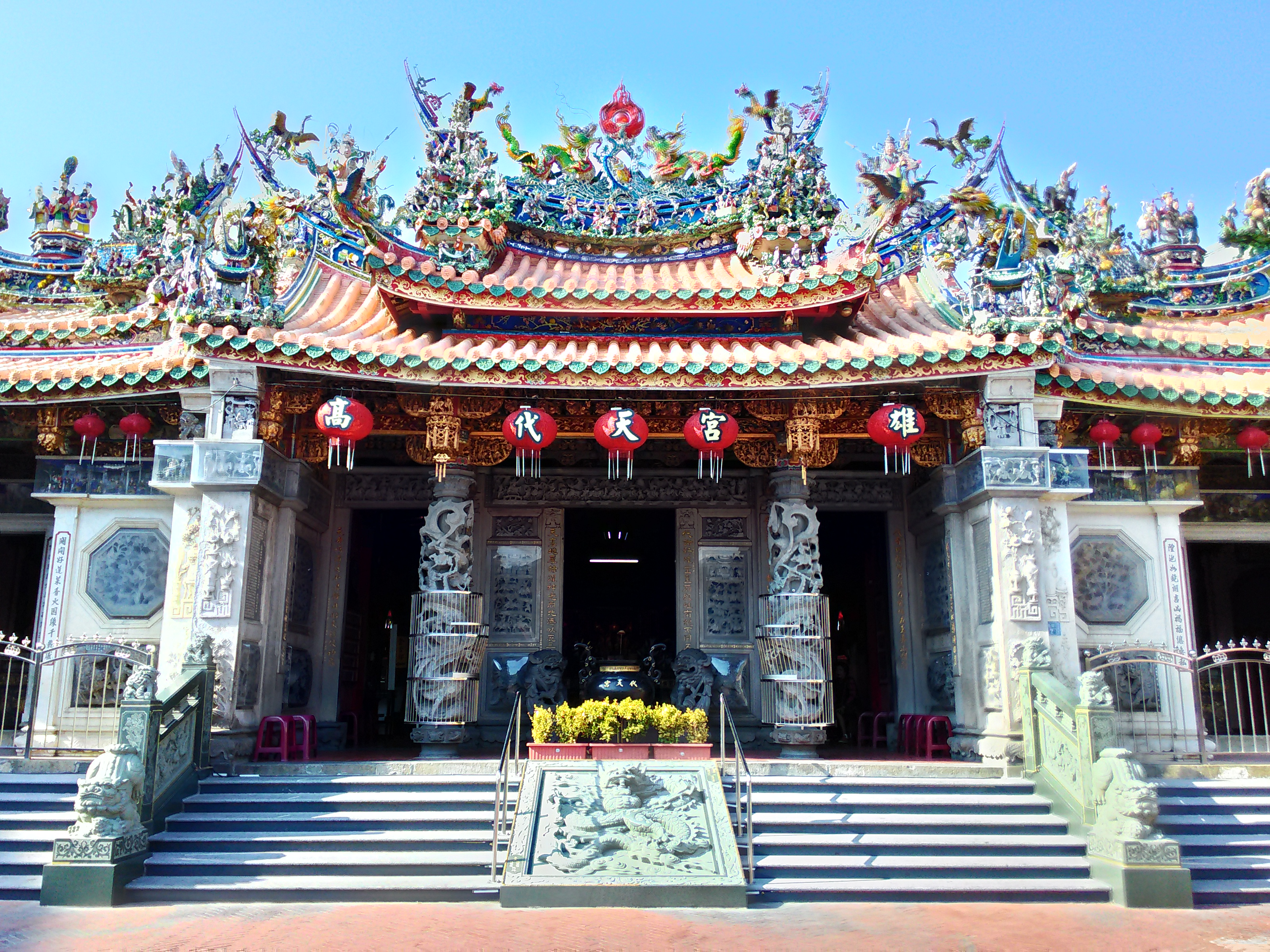
高雄代天宮
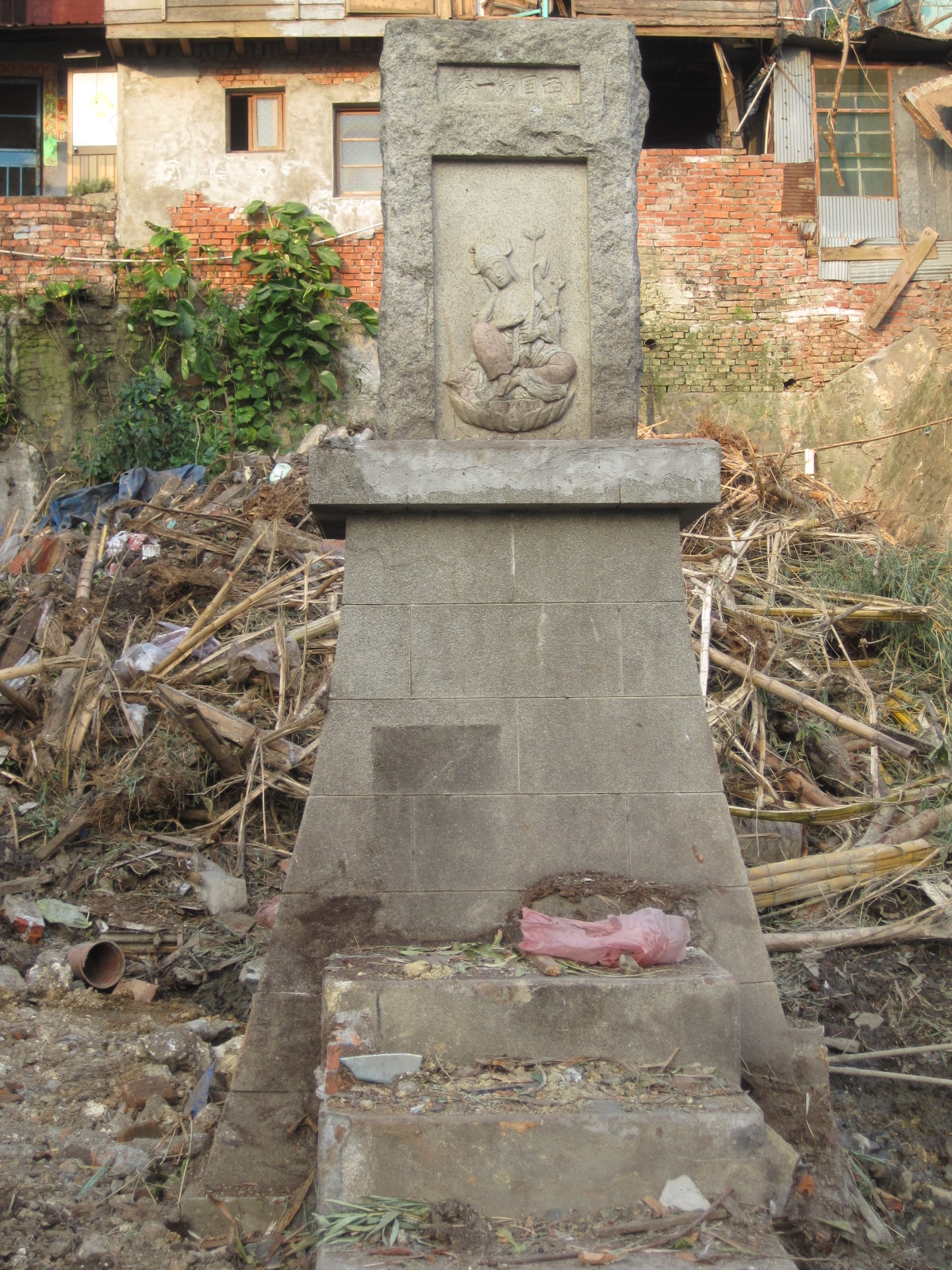
西國第一番
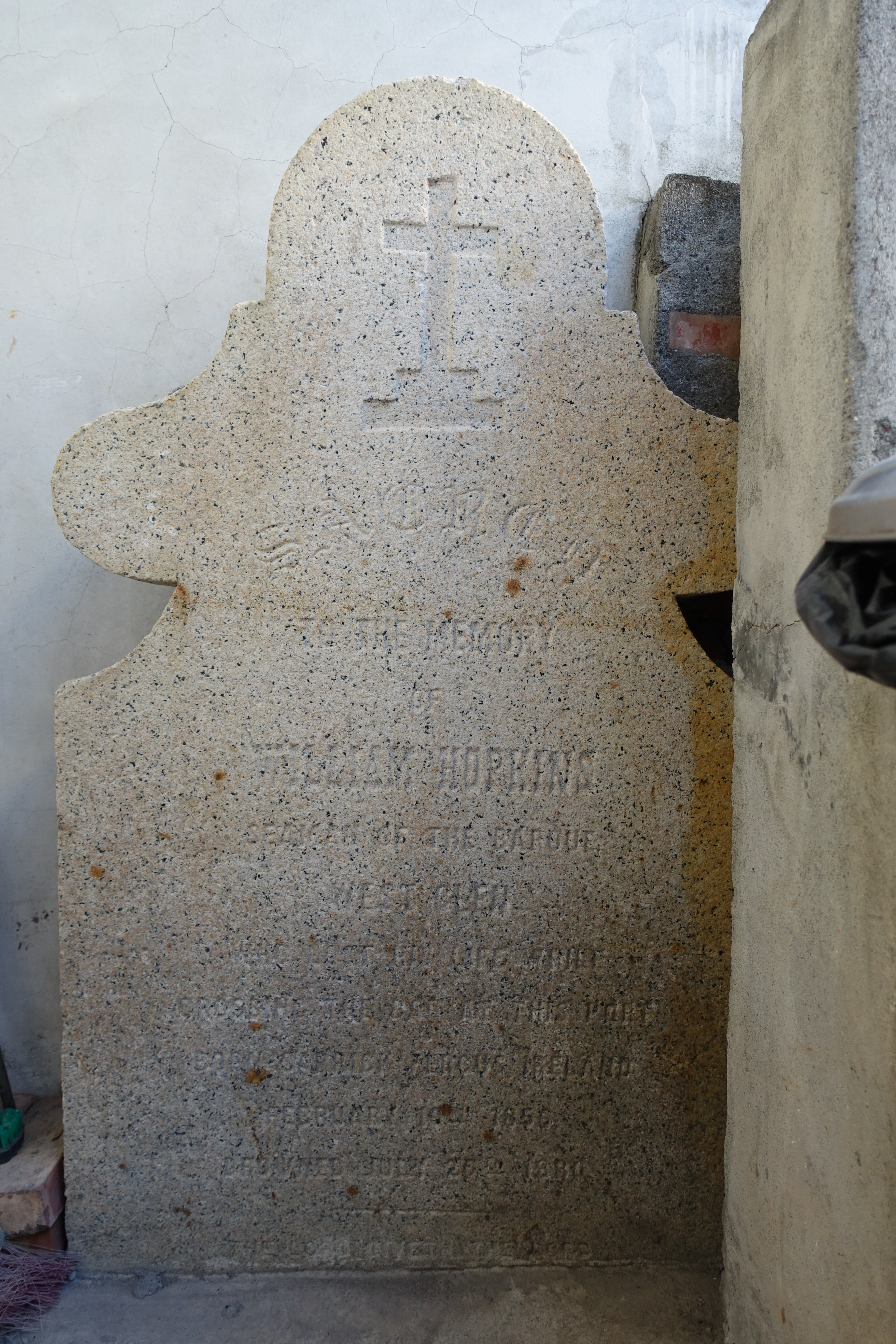
打狗外國人墓園
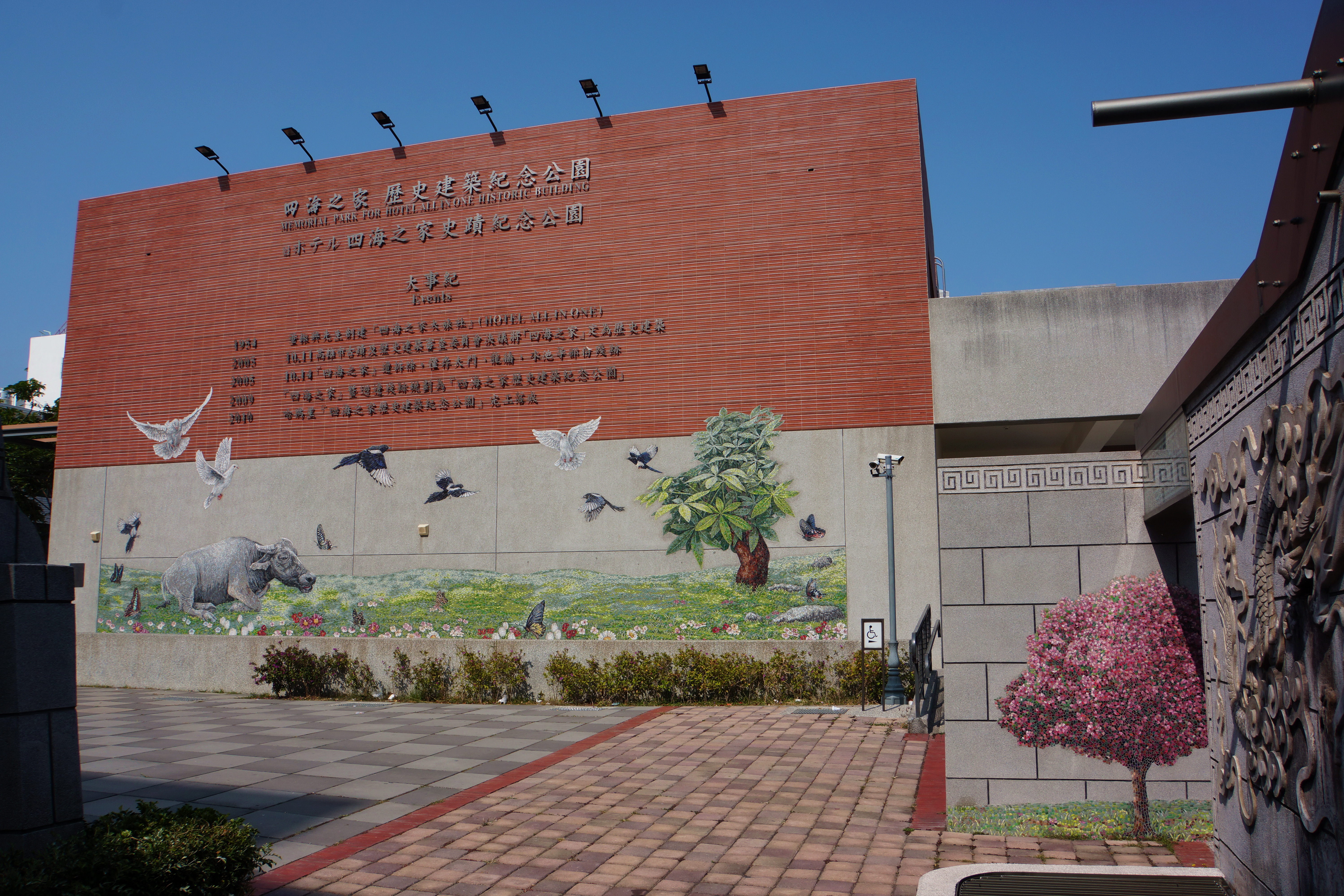
四海之家歷史建築紀念公園
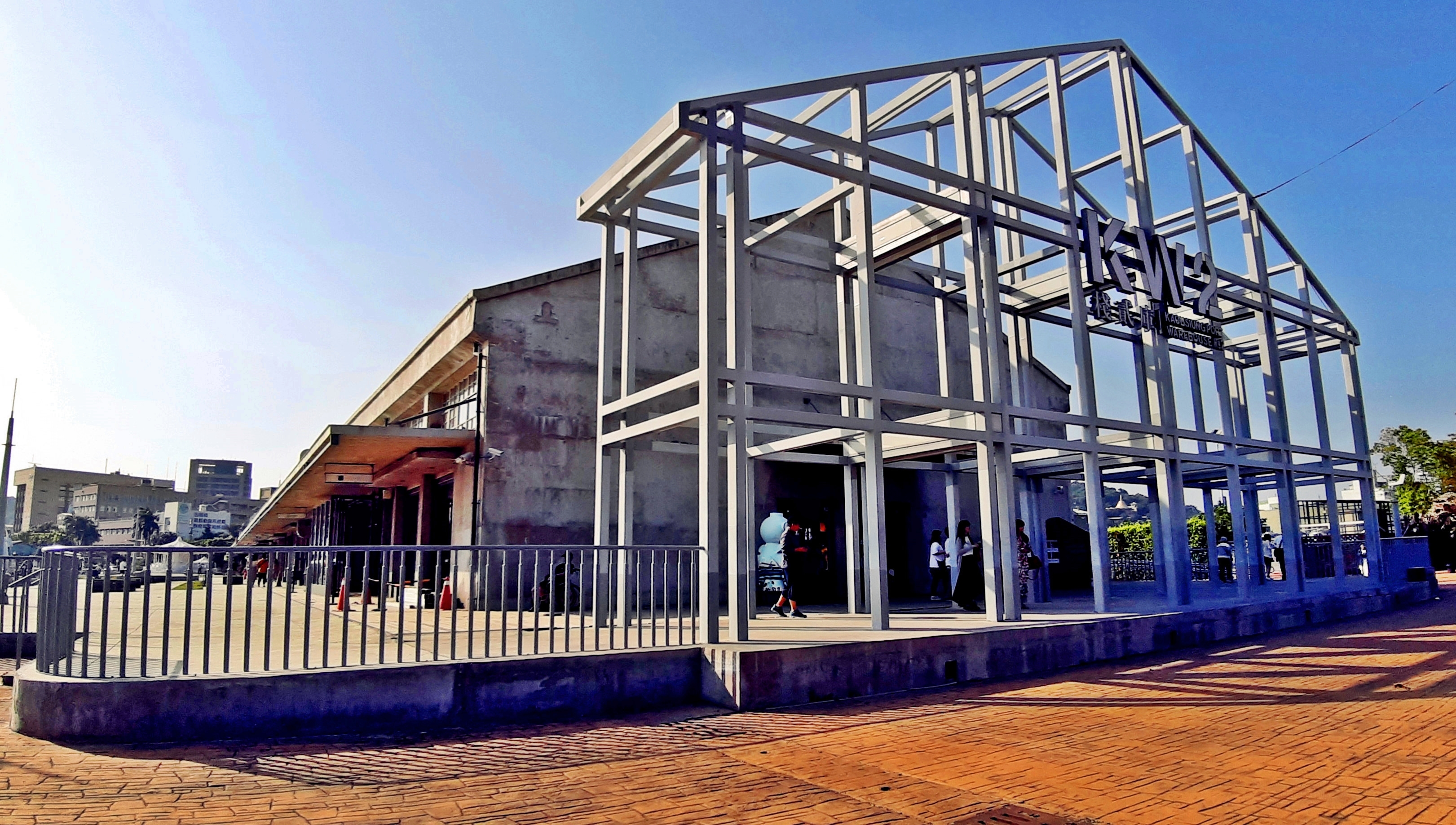
棧貳庫 KW2
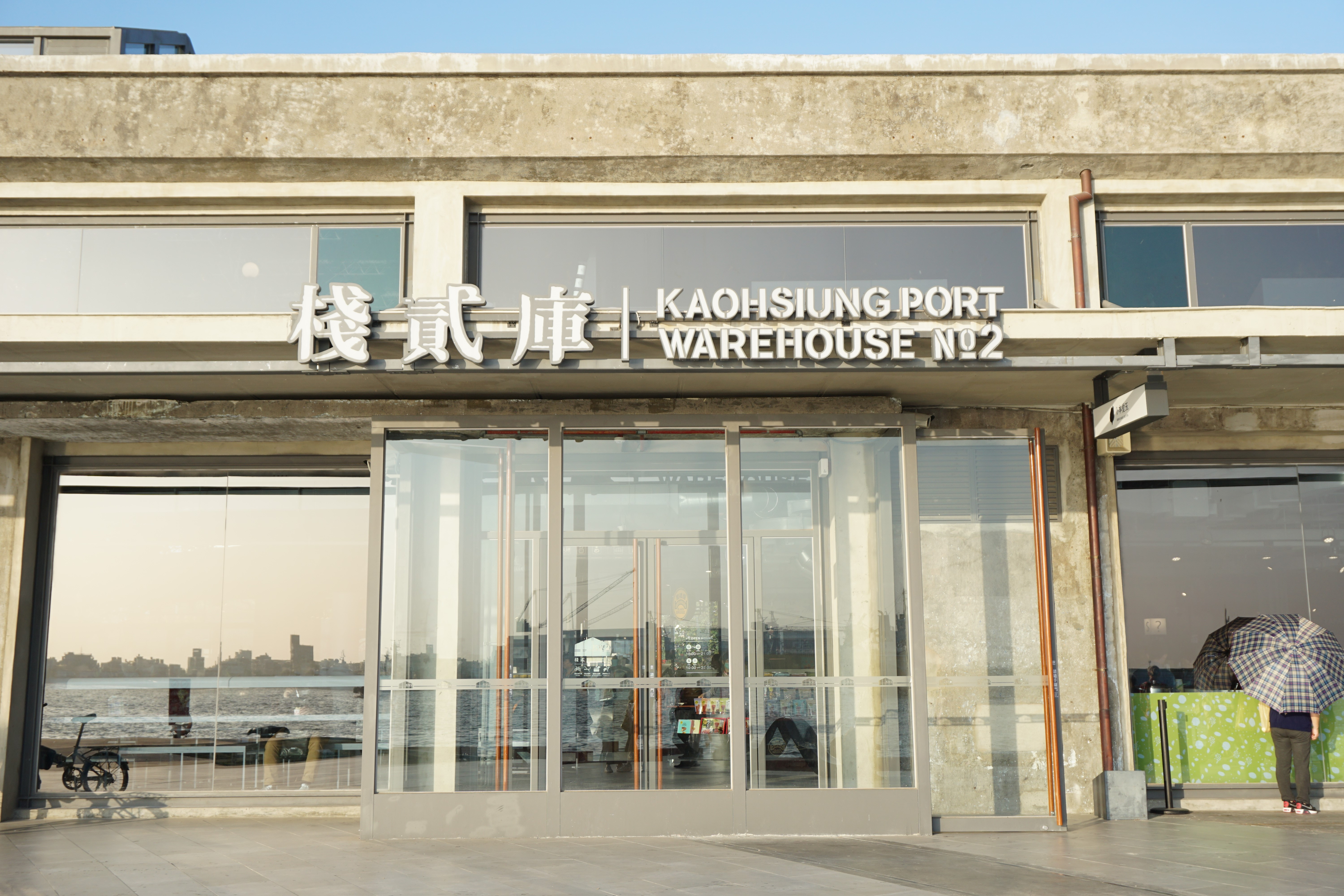
棧貳庫 KW2
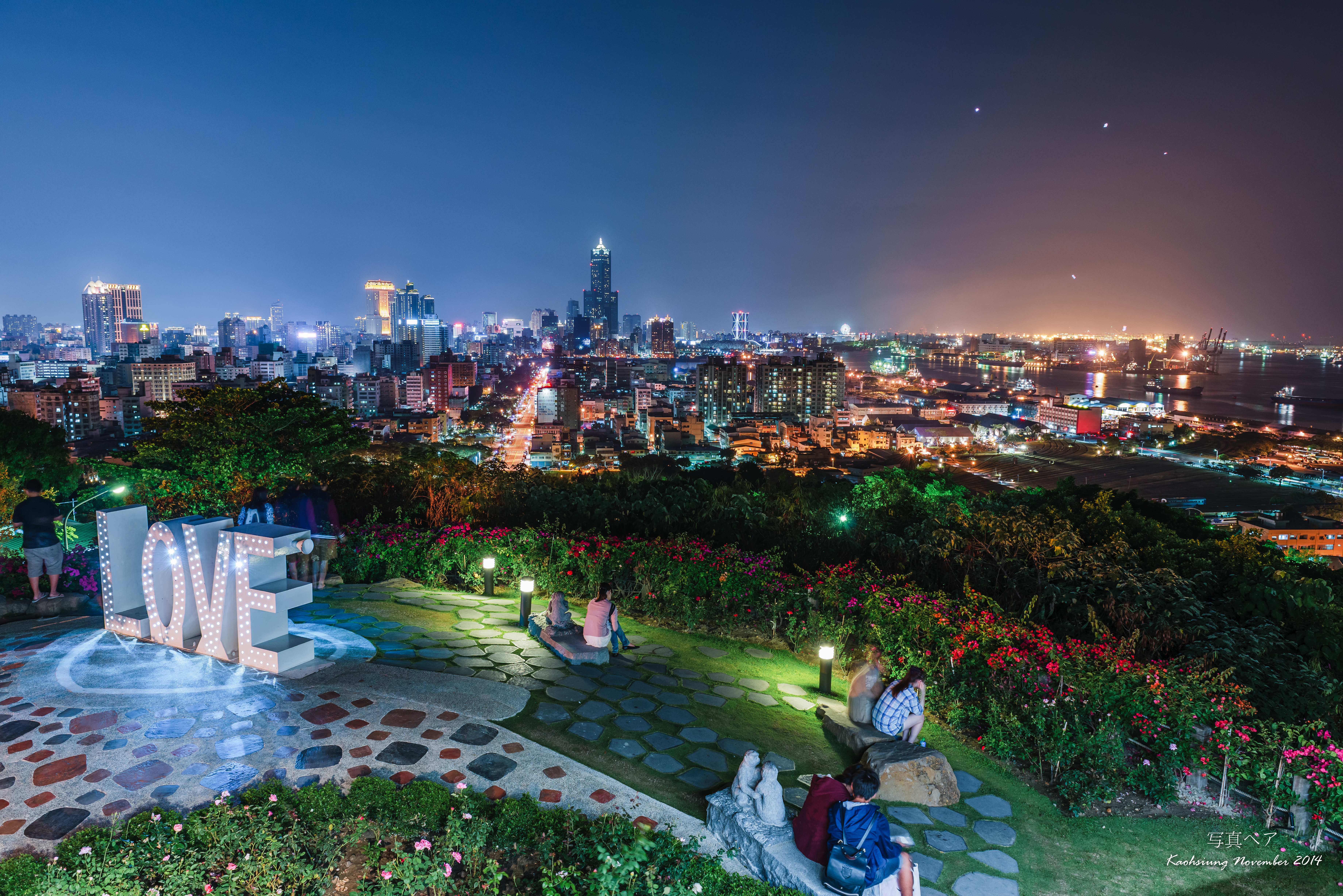
高雄忠烈祠(原高雄神社)
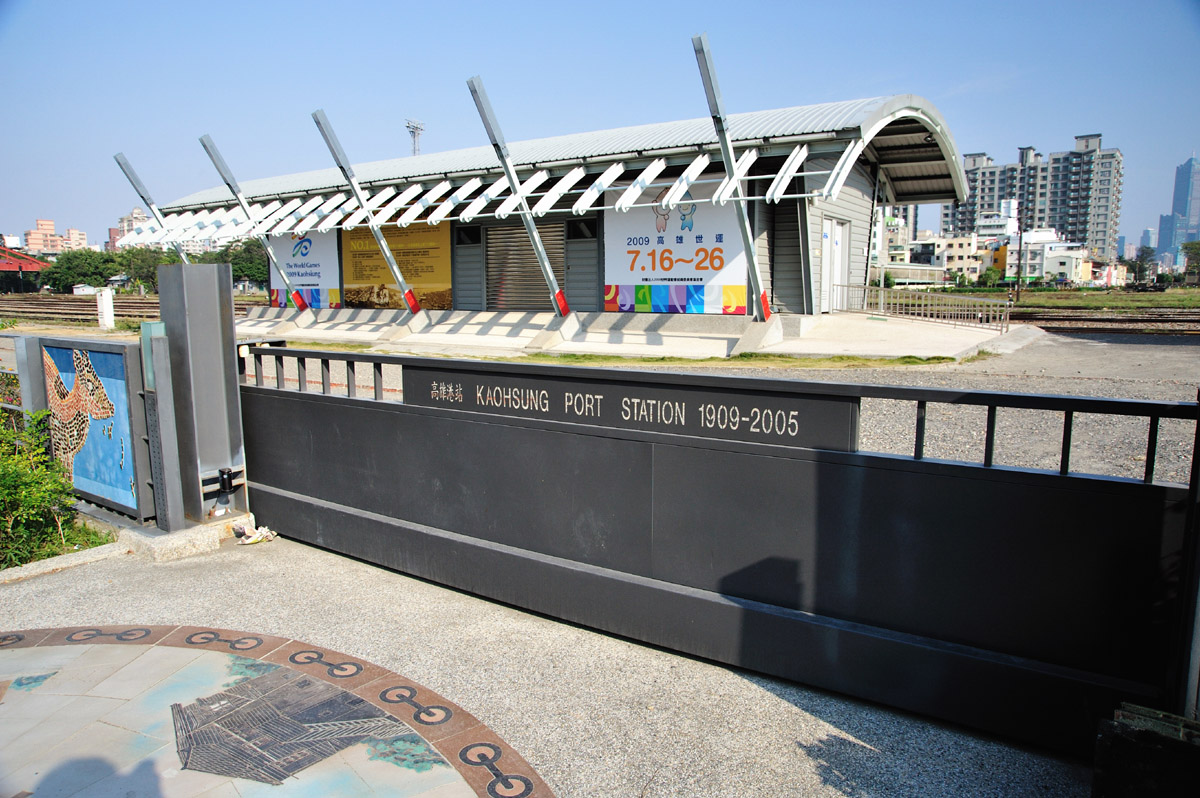
位在哈瑪星鼓山一路旁的高雄港站調車場側門。
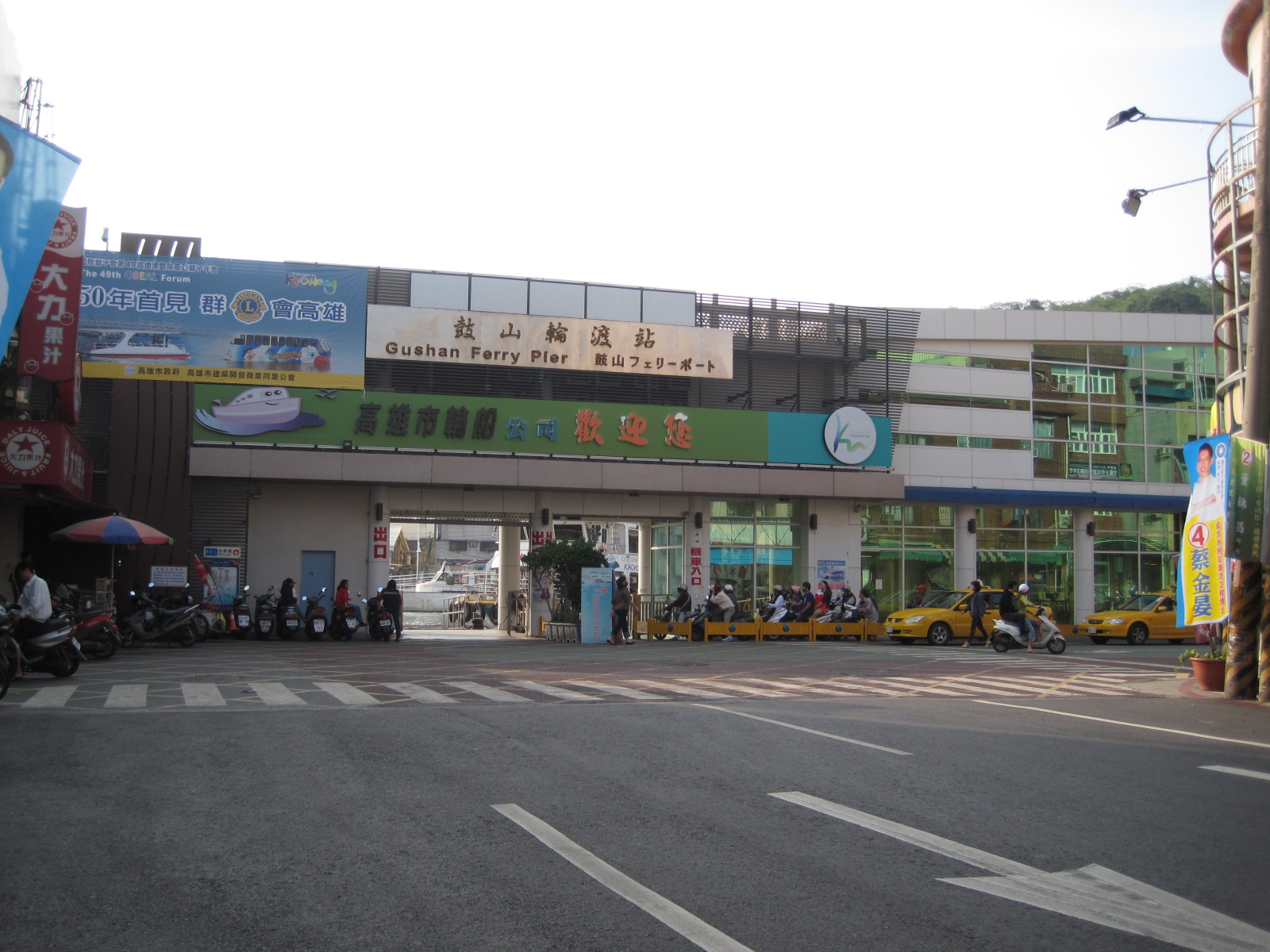
位在哈瑪星的鼓山輪渡站。
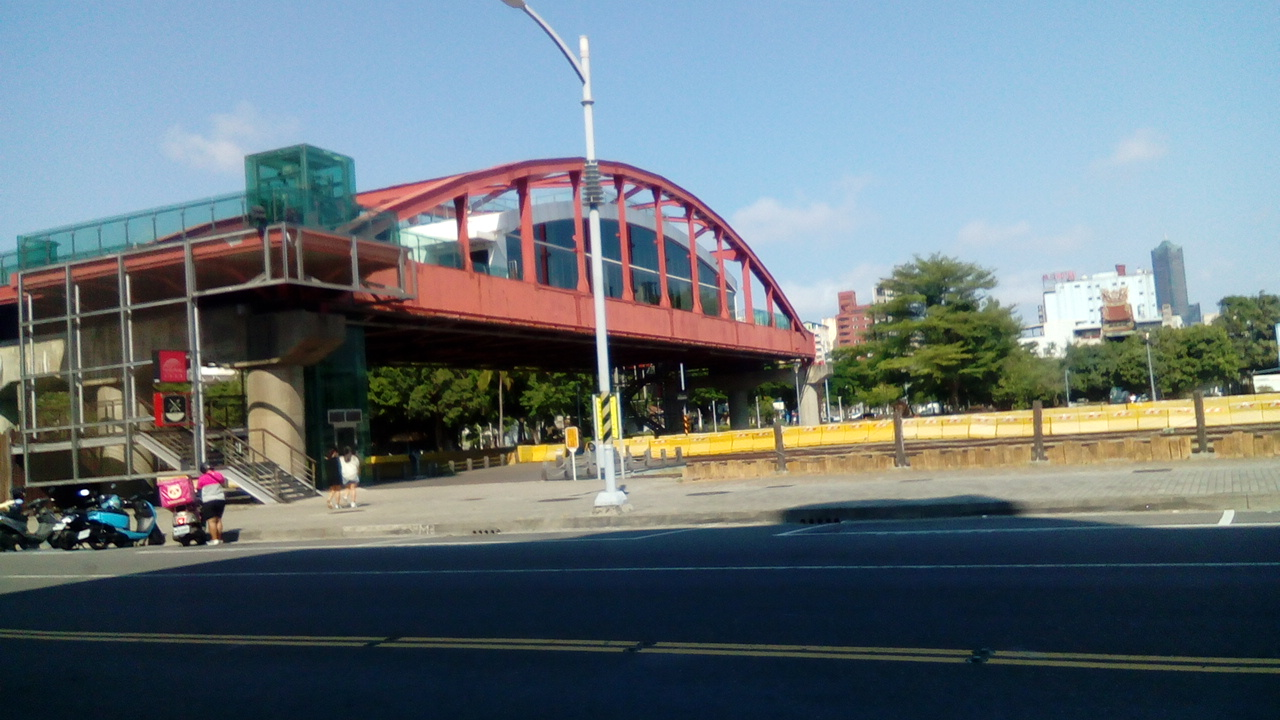
連結鹽埕及鼓山兩區，已拆除的公園陸橋
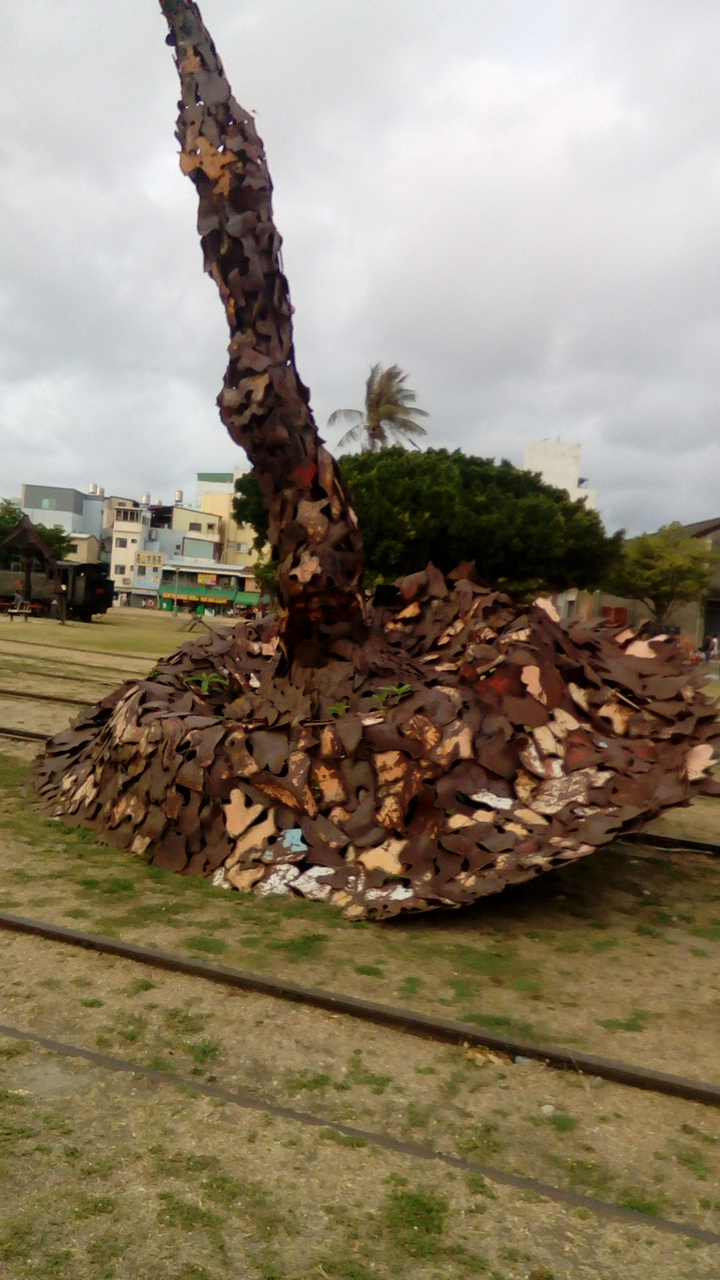
哈瑪星文化園區藝術作品–生生不息
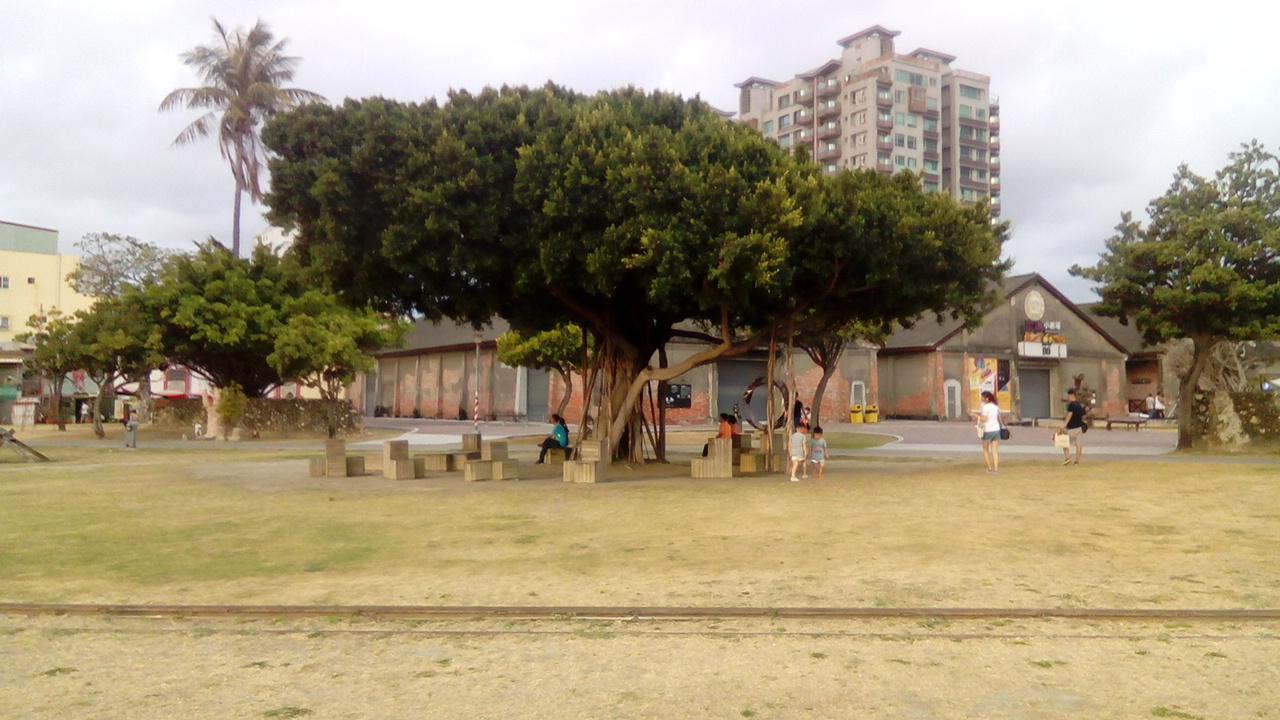
哈瑪星文化園區內的守護樹
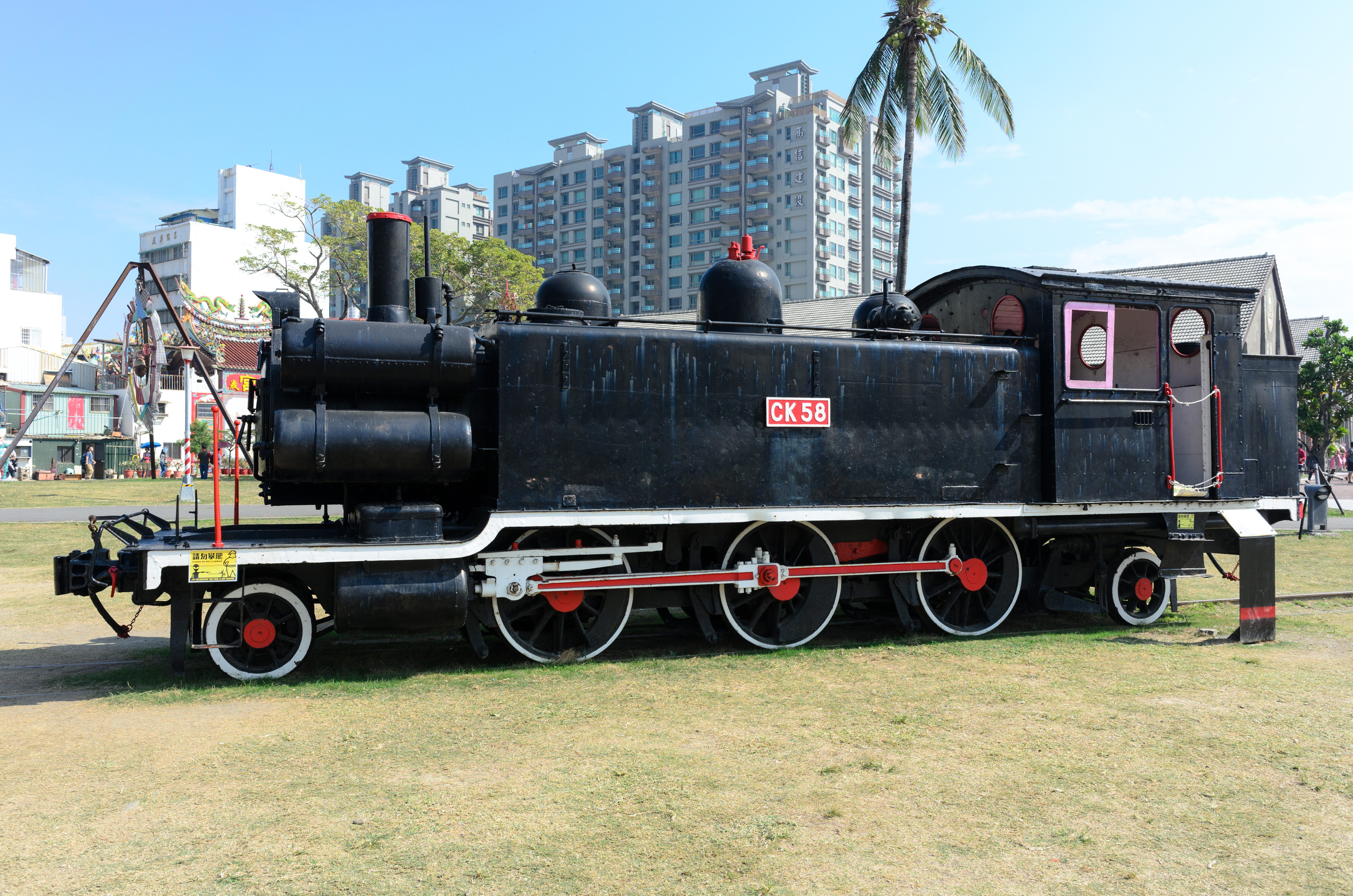
哈瑪星文化園區內展示的早期火車頭
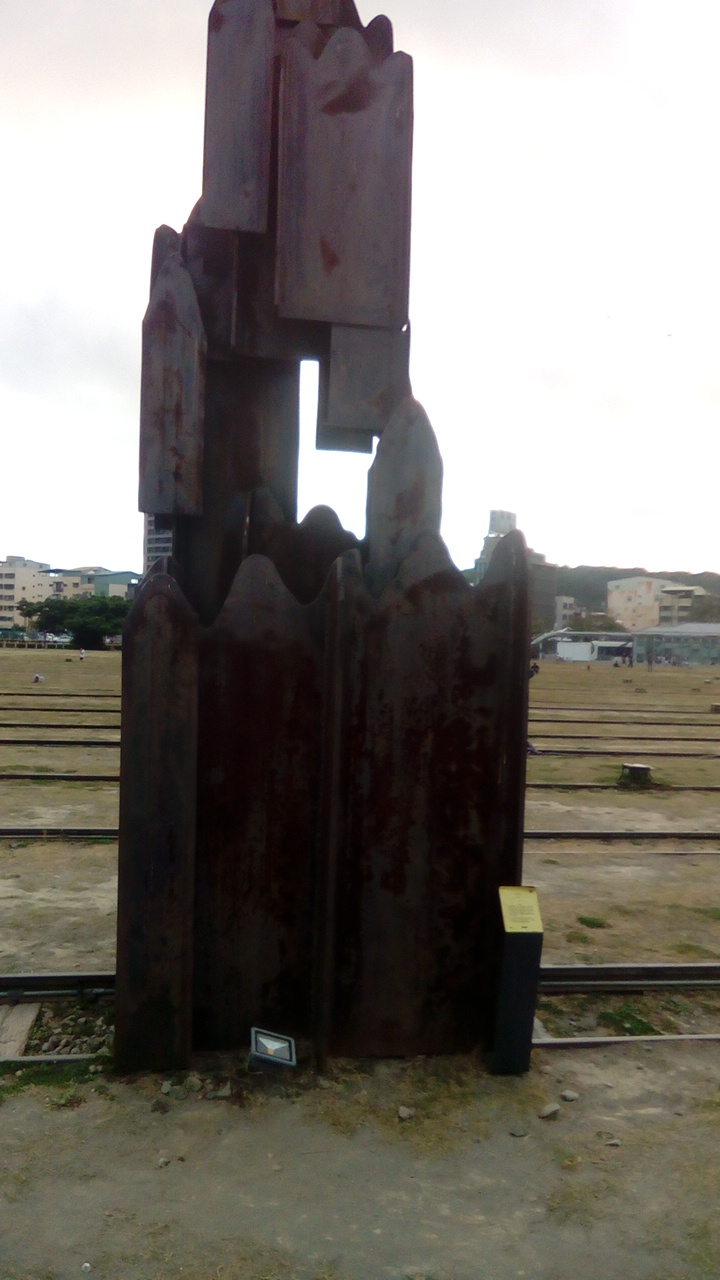
哈瑪星文化園區藝術作品–山
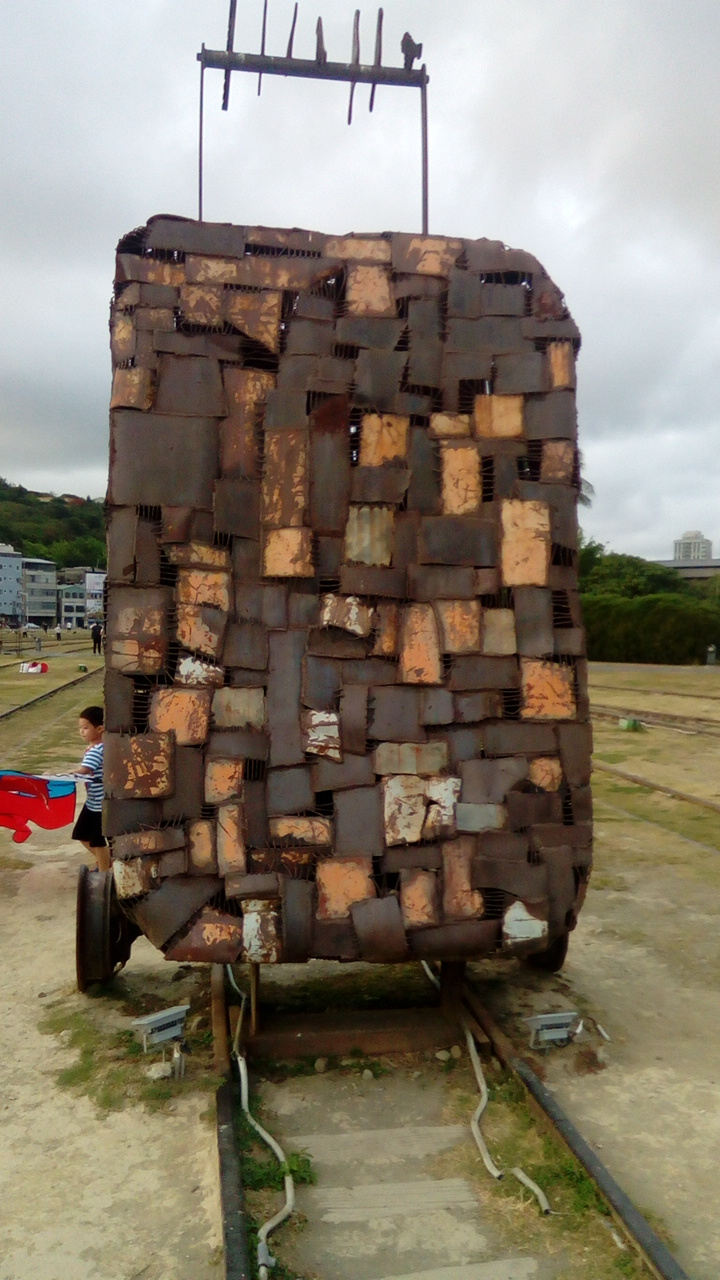
哈瑪星文化園區藝術作品–旅行箱
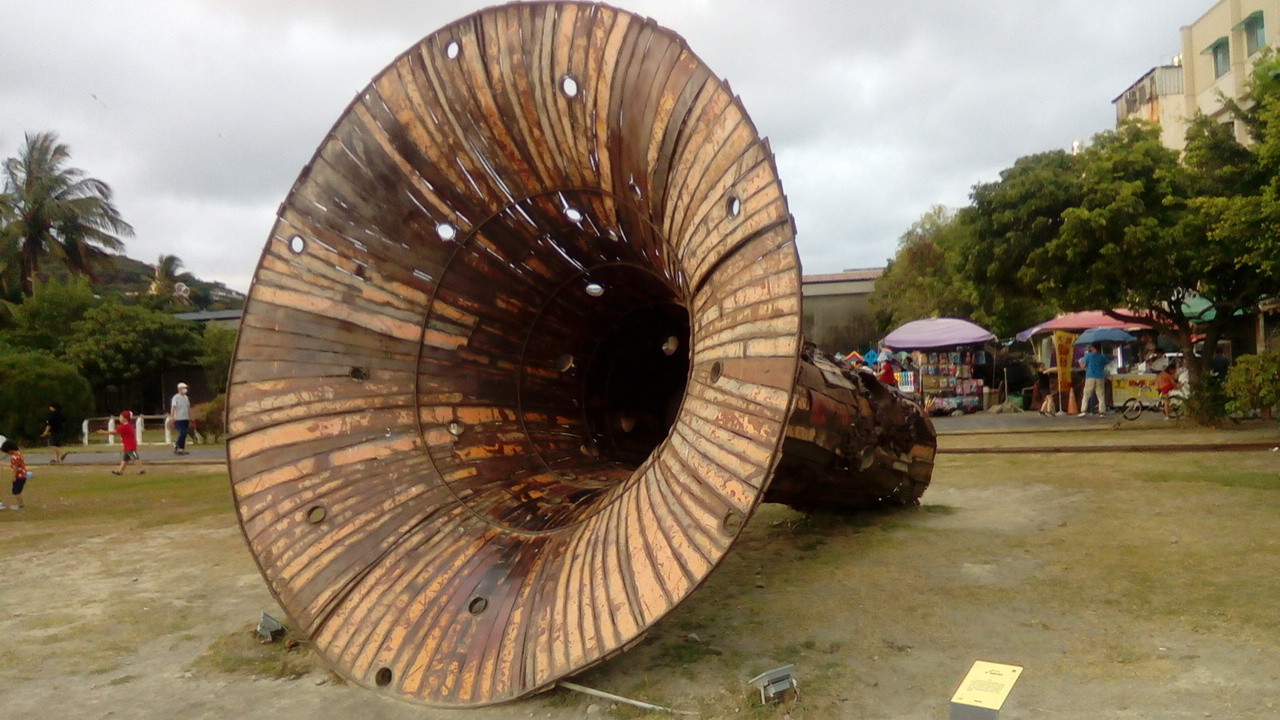
哈瑪星文化園區藝術作品–看! 鋼鐵的聲音
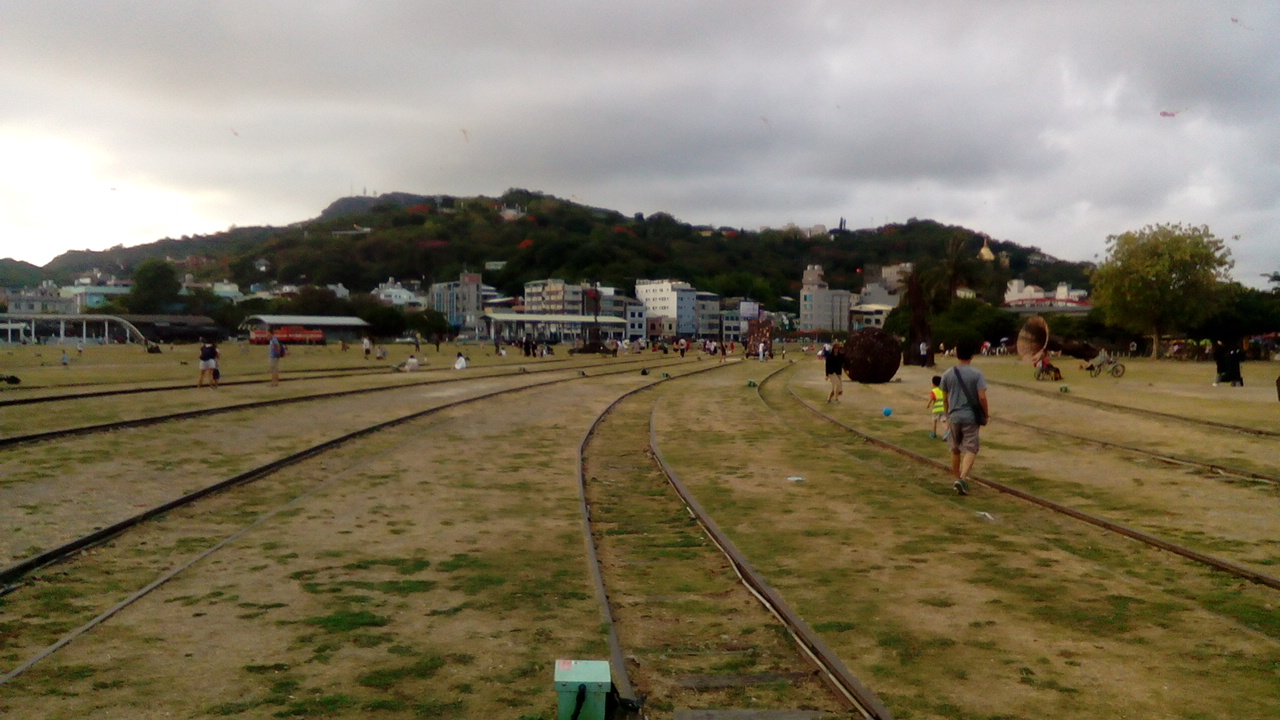
從哈瑪星文化園區遠眺萬壽山
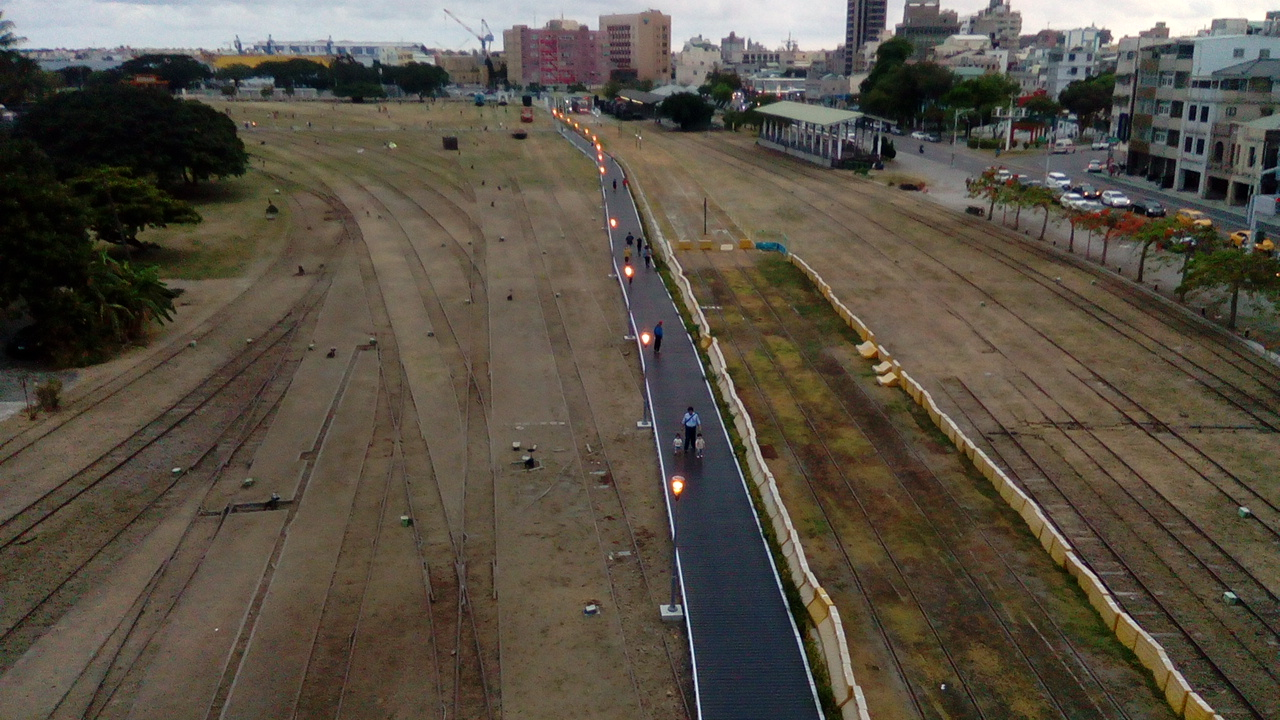
自公園陸橋觀景台俯瞰哈瑪星文化園區

- 原愛國婦人會
- 三和銀行
- 山形屋
- 貿易商大樓
- 新濱町一丁目連棟紅磚街屋
- 新濱老街廓
- 新濱老街廓（打狗文史再興會社）
- 新濱老街廓（一二三亭）
- 原鼓山魚市場
- 王沃故居
- 鼓波洋樓
- 打狗鐵道故事館
- 打狗鐵道故事館
- 打狗水道淨水池
- 高雄武德殿
- 高雄代天宮
- 西國第一番
- 打狗外國人墓園
- 四海之家歷史建築紀念公園
- 棧貳庫 KW2
- 棧貳庫 KW2
- 高雄忠烈祠(原高雄神社)
- 位在哈瑪星鼓山一路旁的高雄港站調車場側門。
- 位在哈瑪星的鼓山輪渡站。
- 連結鹽埕及鼓山兩區，已拆除的公園陸橋
- 哈瑪星文化園區藝術作品–生生不息
- 哈瑪星文化園區內的守護樹
- 哈瑪星文化園區內展示的早期火車頭
- 哈瑪星文化園區藝術作品–山
- 哈瑪星文化園區藝術作品–旅行箱
- 哈瑪星文化園區藝術作品–看! 鋼鐵的聲音
- 從哈瑪星文化園區遠眺萬壽山
- 自公園陸橋觀景台俯瞰哈瑪星文化園區

## 地方組織
- 打狗文史再興會社
- 哈瑪星願景聯盟
- 哈瑪星文化協會

## 事件年表
- 1912年，歷時四年、共分六期、面積達60,570坪的湊町埋立工程宣告完成[3]，今天的哈瑪星也正式誕生。
- 1920年，文學家佐藤春夫受到在山下町開設「東齒科醫院」的朋友東熙市邀請，來臺灣旅行三個多月，曾居住在千光路上的東齒科醫院[2]。
- 1923年4月21日下午一點二十八分，時任皇太子的昭和天皇裕仁從臺南抵達高雄驛，並前往高雄州廳、高雄第一尋常高等小學校，夜宿於壽山館。
- 1933年，高雄市役所委託畫家小澤秋成繪製「高雄紹介」系列風景繪葉書 ，以哈瑪星為背景繪製〈 春の湊町〉等作品[4]。
- 1945年，高雄大空襲，雙葉國民學校（舊高雄市役所）等建築遭炸毀，戰後於原址興建高雄代天宮[5]。
- 2005年，鼓山國小校長劉城晃連夜強拆高雄市文化局評定為歷史建物的「四海之家旅社」，被高雄市綠色協會等組織控告涉嫌背信及毀損建築物罪[6]。經搶救後，殘留建築遺跡被規劃為「四海之家歷史建築紀念公園」[7]。

- 2012年4月8日，哈瑪星殘存的日本時代建築群，廣三用地，因為地權所有為高雄市政府，公告三月將進行土地查估，打算拆除老屋，改建成停車場或公園，使得在地文化團體以及居住在老屋的居民，走上街頭表達強烈抗議[8]。
- 2015年4月29日，哈瑪星居民與中山大學師生，在西子灣隧道口抗議大量遊覽車爆量湧入，影響居住品質，呼籲市府立即總量管制大型巴士進入[9]。
- 2015年8月23日，因臺鐵局打算將有著百年歷史的高雄港站綠地招標出售，哈瑪星願景聯盟等文史團體號召市民到鐵道園區放風箏，拒絕車站分區招商租售[10]。
- 2016年，文化部提出「再造歷史現場」計畫，高雄市府提出於哈瑪星進行「再造歷史現場計畫-興濱計畫」[11]。
- 2017年10月，高雄市政府交通局在哈瑪星舉辦第三屆生態交通全球盛典（Ecomobility World Festival）[12]。

## 相關著作
- 1998，張守真，《哈瑪星風華》[13]
- 1998，哈瑪星社區營造工作室，《哈瑪星築夢記 :來自西子灣的社區改造經驗》
- 1999，高雄市中正文化中心管理處，《海洋的鏡像: 哈瑪星導覽手冊》
- 2002，王家祥，《我住在哈瑪星的漁人碼頭》
- 2004，楊玉姿、張守真，《哈瑪星的文化故事》
- 2008，王聰威，《濱線女兒──哈瑪星思戀起》
- 2008，米果，《朝顏時光》
- 2009，洪素麗，《哈瑪星 :散文小說木刻素描集》
- 2010，劉文放，《高雄市旗鼓地區之文學地景書寫研究》
- 2012，王儀君、孫小玉、李美文，《哈瑪星文化研究》
- 2012，謝明勳 ，《打狗驛站百年物語》
- 2012，郭美芳、劉益昌、蔡侑樺、許勝發、陳坤毅、蔡佩蓉 ，《南岬歲月：壽山人文環境教育篇》
- 2013，打狗文史再興會社，《濱線追憶: 哈瑪星的五四三》[14]
- 2014，《藍鯨》創刊號特輯「哈瑪星」[15]
- 2015，打狗文史再興會社，《新濱木工班— 一場關於文化及城市再興運動》
- 2015，李文環、蔡侑樺、黃于津、蔡佩蓉、佘健源，《高雄港都首部曲：哈瑪星》
- 2017，行政法人高雄市立歷史博物館，《哈瑪星物語》
- 2018，李文環、蔡佩蓉，《打狗公園野望》

## 相關名人
- 林易增：出身於哈瑪星，前中華職業棒球聯盟兄弟象隊球員及總教練，綽號為盜帥。

- 洪一中：出身於哈瑪星。
- 王沃
- 蔡文彬
- 張錫琪
- 莊朱玉女
- 杉本音吉
- 大坪與一
- 吉井長平
- 古賀三千人
- 國分直一

## 外部連結
- 哈瑪星社區網站（页面存档备份，存于）
- 哈瑪星南方不墜的星星
- 哈瑪星文化協會部落格（页面存档备份，存于）
- 不滅的哈瑪星